# Liste des genres de dinosaures non aviens

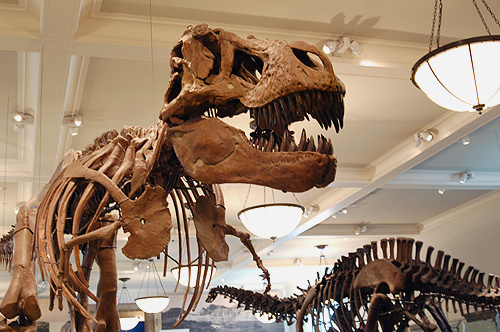
Squelettes assemblés de Tyrannosaurus (à gauche) et dApatosaurus (à droite) au Musée américain d'histoire naturelle (New York).

La liste des genres de dinosaures recense tous les genres inclus dans le super-ordre des Dinosauria, à l'exception de la classe des Aves (les oiseaux). Elle couvre tous les genres communément acceptés, les genres considérés comme invalides, douteux (nomen dubium), ou qui n'ont pas été formellement publiés (nomen nudum), ainsi que les synonymes de noms établis et les genres qui ne sont plus considérés comme des dinosaures. De nombreux noms ont été reclassés au fil du temps, qu'il s'agisse d'oiseaux, de crocodiles ou encore de bois pétrifié. Cette liste contient 1513 noms, dont environ 1190  sont considérés comme soit valides, soit nomen dubium.

## Portée
Il n'existe aucune liste officielle ou canonique de genres de dinosaures. L'équivalent le plus proche est la Dinosaur Genera List, compilée par l'expert en nomenclature George Olshevsky, qui fut d'abord publiée en ligne en 1995 et est régulièrement mise à jour. La source générale qui a le plus d'autorité en la matière est la seconde édition de The Dinosauria (2004). La vaste majorité des références sont basées sur la liste d'Olshevsky, et toute détermination subjective (telle qu'une synonymie plus récente ou un statut non dinosaurien) est basée sur The Dinosauria, sauf si elle entre en conflit avec la littérature primaire. Ces exceptions sont indiquées.

## Terminologie
Les conventions de nommage et la terminologie suivent le Code international de nomenclature zoologique publié par la Commission internationale de nomenclature zoologique (CINZ). Les termes techniques utilisés sont notamment :
- Synonyme plus récent : Nom qui décrit le même taxon que le nom précédemment publié. Si deux genres ou plus sont officiellement désignés et que les types de spécimens sont ensuite assignés au même genre, alors le premier à être publié (dans l'ordre chronologique) est le synonyme le plus ancien, tandis que toutes les autres instances sont des synonymes plus récents. Les synonymes anciens sont en général ceux utilisés, sauf en cas de décision spéciale de la CINZ (voir Tyrannosaurus), mais les synonymes plus récents ne peuvent plus être de nouveau utilisés, même si les anciens sont dépréciés. Une synonymie plus récente est souvent subjective, à moins que les genres décrits se basent tous les deux sur le même type de spécimen fossilisé.
- Nomen nudum (terme latin signifiant « nom nu ») : Nom apparu dans des publications mais qui n'a pas encore été formellement publié selon les standards de la CINZ. Les nomina nuda (forme plurielle) sont invalides, et ne sont donc pas italicisés comme un nom générique correct le serait. Si le nom est plus tard formellement publié, alors ce nom n'est plus un nomen nudum et il sera italicisé dans cette liste. Il est fréquent que le nom officiellement publié soit différent de tous les nomina nuda décrivant le même spécimen.
- Nomen oblitum (terme latin signifiant « nom oublié ») : Nom qui n'a pas été utilisé par la communauté scientifique pendant plus de cinquante ans après sa proposition originelle.
- Nom non disponible : Nom qui a été officiellement publié, mais qui a déjà été utilisé pour un autre taxon. Cette deuxième utilisation est invalide (tout comme le sont ses utilisations ultérieures) et ce nom doit être remplacé. Les noms non disponibles ne sont pas des noms génériques valides.
- Nomen dubium (terme latin signifiant « nom douteux ») : Nom décrivant un fossile qui n'a pas de caractéristiques de diagnostic uniques. Puisque cette désignation peut être très subjective et controversée (voir Hadrosaurus), le terme n'est pas utilisé dans cette liste.

- Haut – A
- B
- C
- D
- E
- F
- G
- H
- I
- J
- K
- L
- M
- N
- O
- P
- Q
- R
- S
- T
- U
- V
- W
- X
- Y
- Z

## A
- Aachenosaurus
- Aardonyx

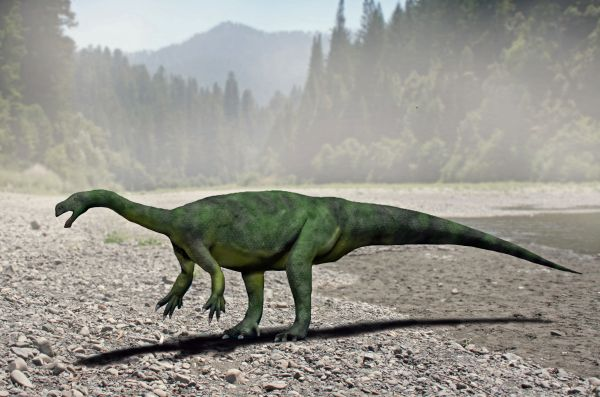
Aardonyx.

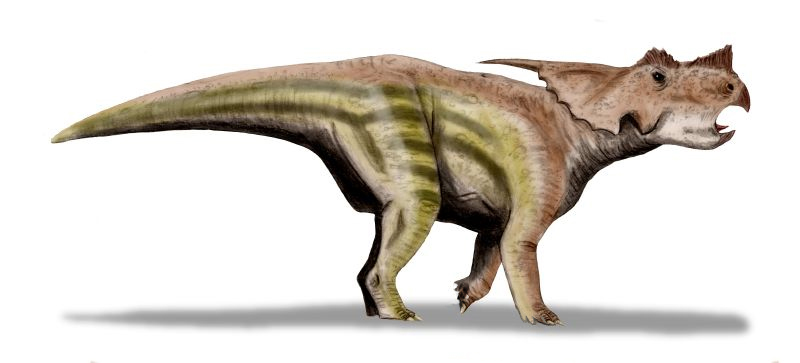
Achelousaurus.

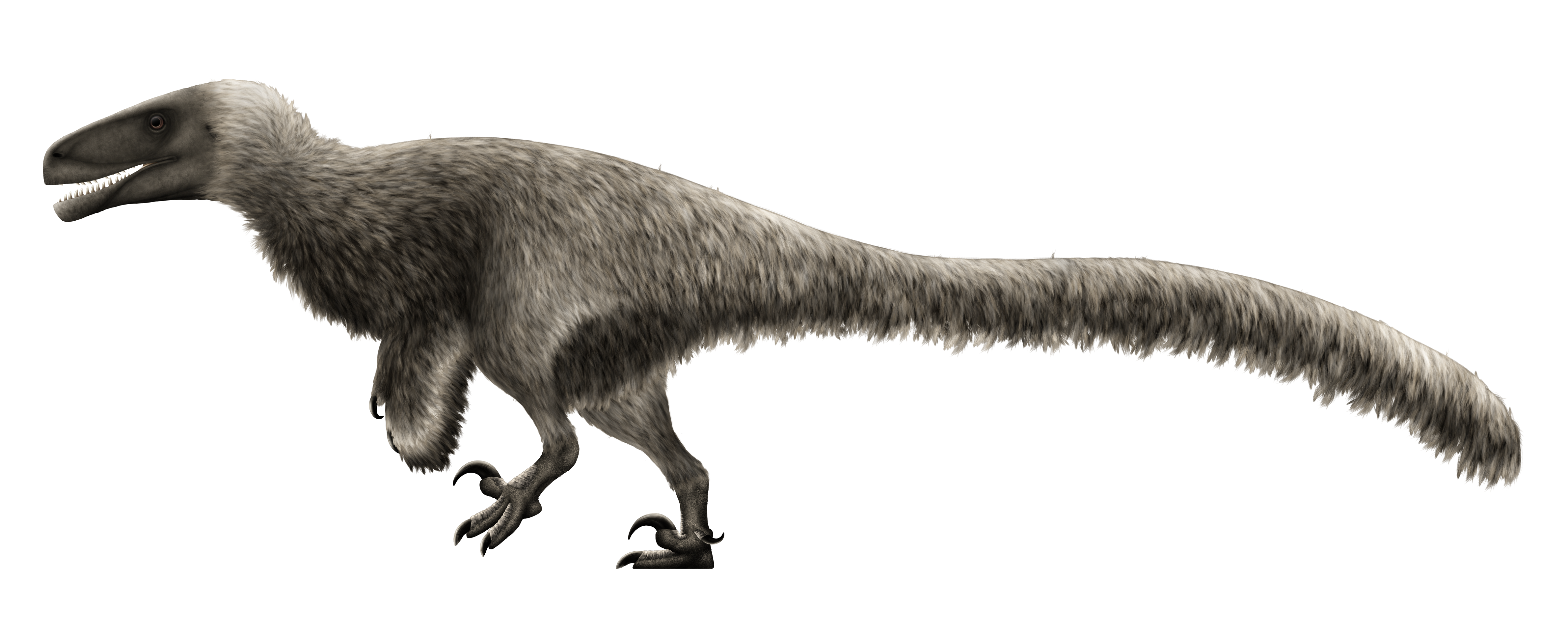
Achillobator.

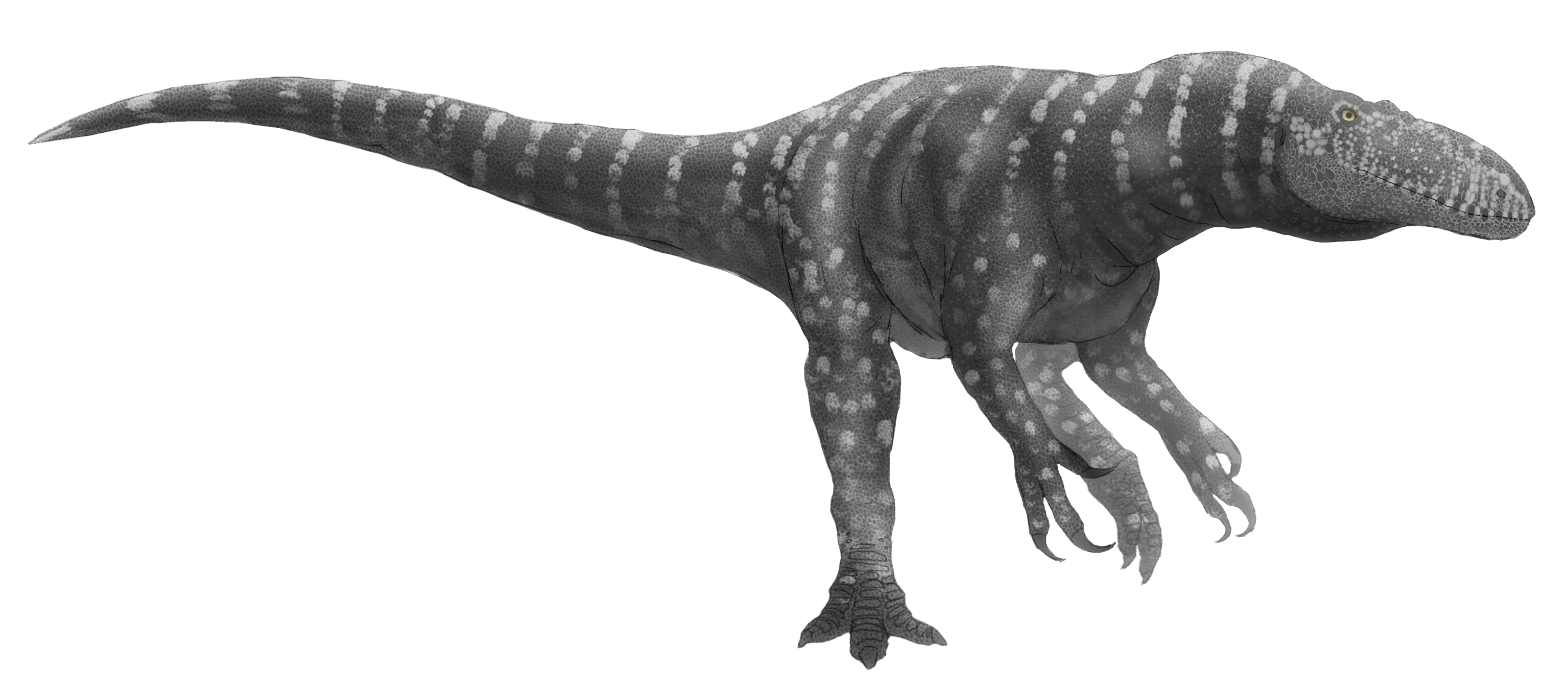
Afrovenator.

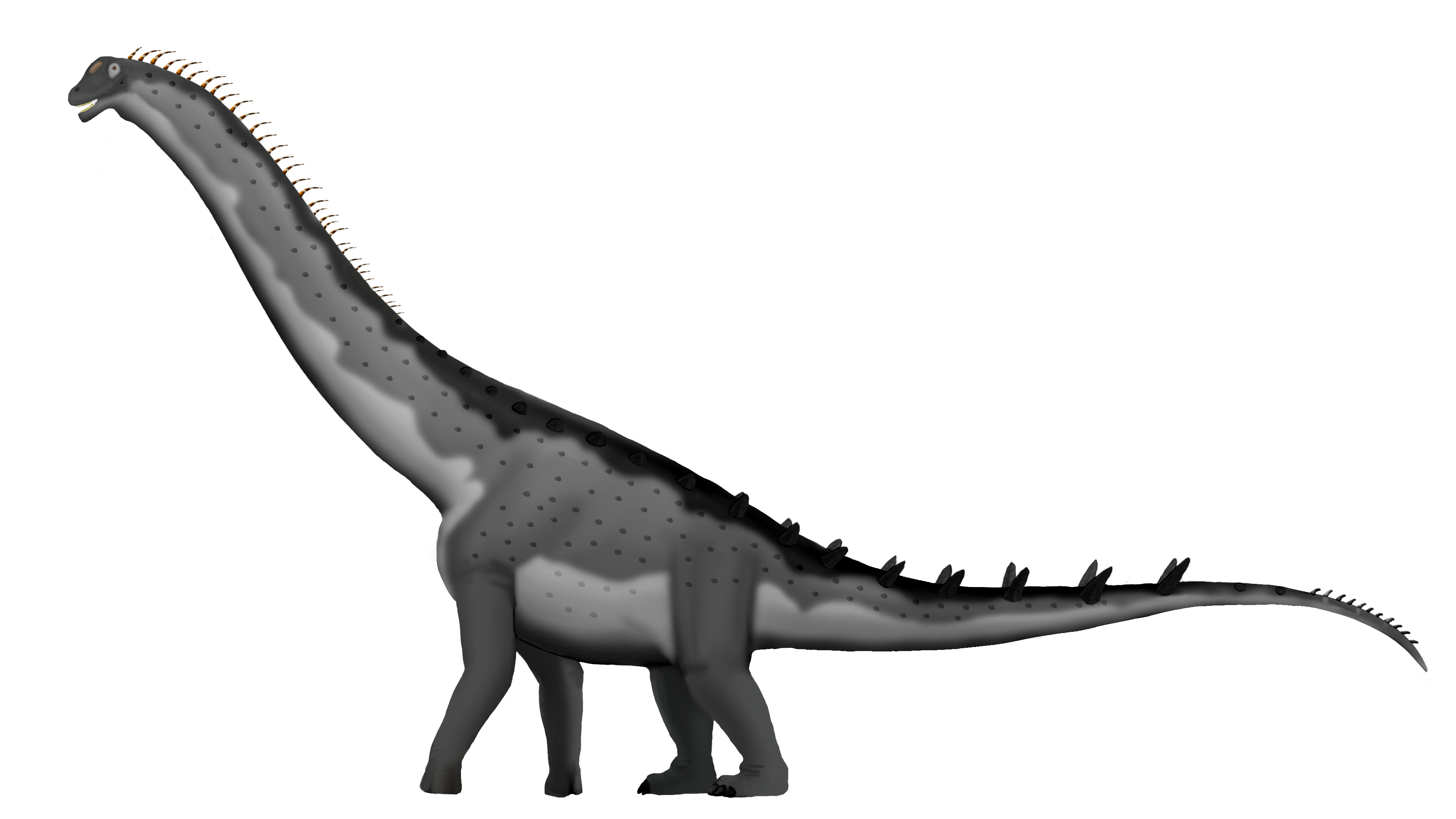
Alamosaurus.

- « Abdallahsaurus » – nomen nudum, probablement Giraffatitan
- Abdarainurus
- Abditosaurus
- Abelisaurus
- Abrictosaurus
- Abrosaurus
- Abydosaurus
- Acanthopholis
- Achelousaurus
- Acheroraptor
- Achillesaurus
- Achillobator
- Acristavus
- Acrocanthosaurus
- Acrotholus
- Actiosaurus - possible choristodère[2][réf. à confirmer]
- Adamantisaurus
- Adasaurus
- Adelolophus
- Adeopapposaurus
- Adratiklit
- Aegyptosaurus
- Aeolosaurus
- Aepisaurus
- Aepyornithomimus
- Aerosteon
- Aetonyx – possible synonyme plus récent de Massospondylus
- Afrovenator
- Agathaumas - possible synonyme de Triceratops
- Aggiosaurus – crocodyliforme métriorhynchidé
- Agilisaurus
- Agnosphitys
- Agrosaurus – probablement un synonyme plus récent de Thecodontosaurus
- Agujaceratops
- Agustinia
- Ahshislepelta
- « Airakoraptor » - nomen nudum
- Ajancingenia
- Ajkaceratops
- Ajnabia
- Alamosaurus
- Alaskacephale
- Albalophosaurus
- Albertaceratops
- Albertadromeus
- Albertavenator
- Albertonykus
- Albertosaurus
- Albinykus[3]
- Albisaurus – reptile non dinosaurien
- Alcovasaurus
- Alectrosaurus
- Aletopelta
- Algoasaurus
- Alioramus
- Aliwalia – synonyme plus récent d'Eucnemesaurus
- Allosaurus
- Almas
- Alnashetri
- Alocodon
- Altirhinus
- Altispinax
- Alvarezsaurus
- Alwalkeria
- Alxasaurus
- Amanzia
- Amargasaurus
- Amargastegos (en) - nomen dubium[4]
- Amargatitanis
- Amazonsaurus
- Ammosaurus - synonyme plus récent d'Anchisaurus
- Ampelosaurus
- Amphicoelias
- « Amphicoelicaudia » – nomen nudum ; probablement Huabeisaurus
- Amphisaurus – nom non disponible, maintenant Anchisaurus
- Amtocephale
- Amtosaurus – probablement Talarurus
- Amurosaurus
- Amygdalodon
- Anabisetia
- Analong
- Anasazisaurus
- Anatosaurus – synonyme plus récent d'Edmontosaurus
- Anatotitan – synonyme plus récent d'Edmontosaurus
- Anchiceratops
- Anchiornis
- Anchisaurus
- Andesaurus
- Andhrasaurus (en) - nomen dubium[5]
- Angaturama – synonyme plus récent probable d'Irritator
- « Angloposeidon »[6],[7]– nomen nudum
- Angolatitan
- Angulomastacator
- Anhuilong
- Aniksosaurus
- Animantarx
- Ankistrodon – un archosoriforme proterosuchidé (en)
- Ankylosaurus
- Anodontosaurus
- Anomalipes - un oviraptosaure[8]
- Anoplosaurus
- Anserimimus
- Antarctopelta
- Antarctosaurus
- Antetonitrus
- Anthodon – pareiasauridé
- Antrodemus – probablement un synonyme plus récent d'Allosaurus
- Anzu
- Aoniraptor
- Aorun
- Apatodon – probablement un synonyme d'Allosaurus
- Apatoraptor
- Apatosaurus
- Appalachiosaurus
- Aquilarhinus
- Aquilops
- Arackar
- Aragosaurus
- Aralosaurus
- « Araucanoraptor » – nomen nudum ; Neuquenraptor
- Archaeoceratops
- Archaeodontosaurus
- Archaeopteryx – premier oiseau apparu connu
- Archaeoraptor – une chimère de l'oiseau Yanornis et du droméosauridé Microraptor
- Archaeornis – synonyme plus récent de l'oiseau Archaeopteryx
- Archaeornithoides
- Archaeornithomimus
- Arcovenator[9]
- Arctosaurus – reptile non dinosaurien
- Arcusaurus
- Arenysaurus
- Argentinosaurus
- Argyrosaurus
- Aristosaurus – synonyme plus récent de Massospondylus
- Aristosuchus
- Arizonasaurus – un rauisuchien
- Arkansaurus (en)
- Arkharavia
- Arrhinoceratops
- Arrudatitan
- Arstanosaurus
- Asiaceratops
- Asiamericana – un poisson
- Asiatosaurus
- Astrodon
- Astrodonius – synonyme plus récent d'Astrodon
- Astrodontaurus – synonyme plus récent d'Astrodon
- Astrophocaudia
- Asylosaurus
- Atacamatitan
- Atlantosaurus
- Atlasaurus
- Atlascopcosaurus
- Atrociraptor
- Atsinganosaurus
- Aublysodon
- Aucasaurus
- Augustia – nom non disponible, maintenant Agustinia
- Augustynolophus
- Auroraceratops
- Aurornis
- Australodocus
- Australotitan
- Australovenator
- Austrocheirus
- Austroposeidon
- Austroraptor
- Austrosaurus
- Avaceratops
- Avalonia (en) – nom non disponible , maintenant Avalonianus (en)
- Avalonianus (en) – un archosaure non dinosaurien
- Aviatyrannis
- Avimimus
- Avisaurus – un oiseau enantiornithe
- Avipes – un dinosauromorphe probablement non dinosaurien
- Azendohsaurus – un archosauromorphe non dinosaurien

## B
- Baalsaurus
- Bactrosaurus
- Bagaceratops
- Bagaraatan
- Bagualia
- Bagualosaurus
- Bahariasaurus
- Bainoceratops
- Bajadasaurus
- Balaur
- Balochisaurus
- Bambiraptor
- Banji
- Baotianmansaurus
- Barapasaurus
- Barilium
- Barosaurus
- Barrosasaurus
- Barsboldia
- Baryonyx
- Bashanosaurus

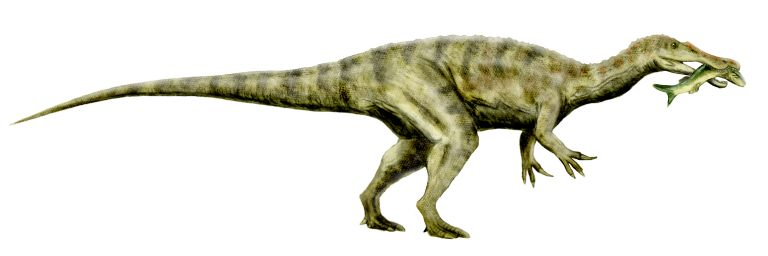
Baryonyx.

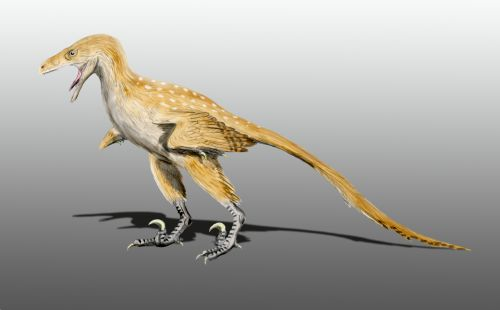
Bambiraptor.

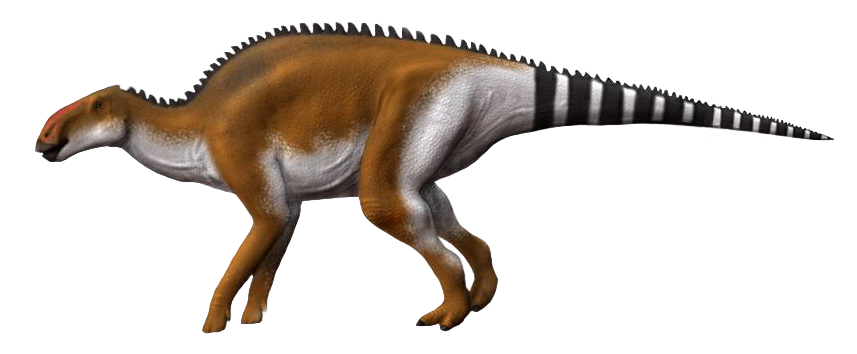
Brachylophosaurus

- Basutodon (en) – un archosaure non dinosaurien
- Bathygnathus – un pelycosaure
- Batyrosaurus
- Baurutitan
- « Bayosaurus » – nomen nudum
- Becklespinax
- Beibeilong - forme juvénile possible de Gigantoraptor
- Beipiaosaurus
- Beishanlong
- Bellusaurus
- Belodon – un phytosaure
- Berberosaurus
- Berthasaura
- Betasuchus
- Bicentenaria
- Bienosaurus
- Bihariosaurus
- « Bilbeyhallorum (en) » – nomen nudum ; Cedarpelta
- Bissektipelta
- Bistahieversor
- Bisticeratops
- « Blancocerosaurus » – nomen nudum, probablement Giraffatitan
- Blasisaurus
- Blikanasaurus
- Bolong (dinosaure)
- Bonapartenykus
- Bonapartesaurus
- Bonatitan
- Bonitasaura
- Borealopelta
- Borealosaurus
- Boreonykus
- Borogovia
- Bothriospondylus
- Brachiosaurus
- Brachyceratops
- Brachylophosaurus
- Brachypodosaurus
- Brachyrophus – synonyme plus récent de Camptosaurus
- Brachytaenius (en) – un metriorhynchidé; synonyme plus récent objectif de Dakosaurus
- Brachytrachelopan
- Bradycneme
- Brasileosaurus (en) – un archosaure non dinosaurien
- Brasilotitan
- Bravasaurus
- Bravoceratops
- Breviceratops
- Brighstoneus
- Brohisaurus
- Brontomerus
- « Brontoraptor » – nomen nudum ; Torvosaurus
- Brontosaurus
- Bruhathkayosaurus
- Bugenasaura – synonyme plus récent de Thescelosaurus
- Buitreraptor
- Buriolestes
- « Byranjaffia » – nomen nudum ; Byronosaurus
- Byronosaurus

## C
- Caenagnathasia
- Caenagnathus
- Caieiria
- Caihong
- Calamosaurus
- Calamospondylus

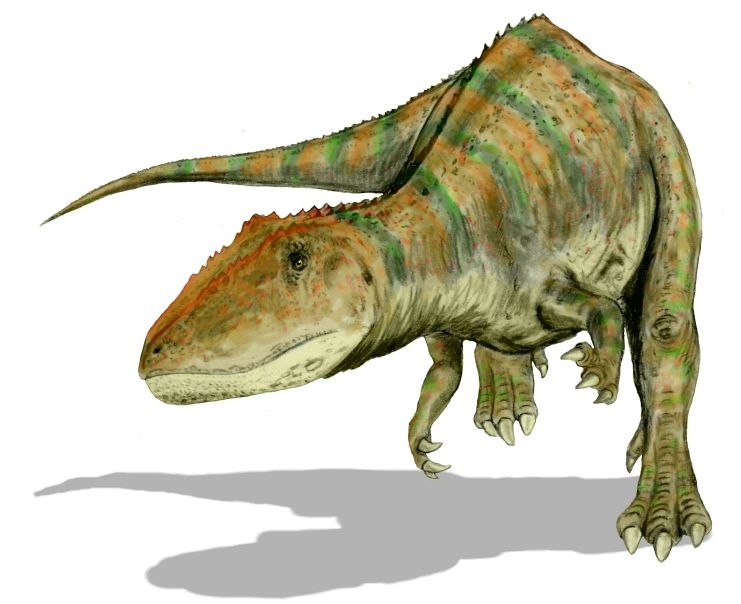
Carcharodontosaurus.

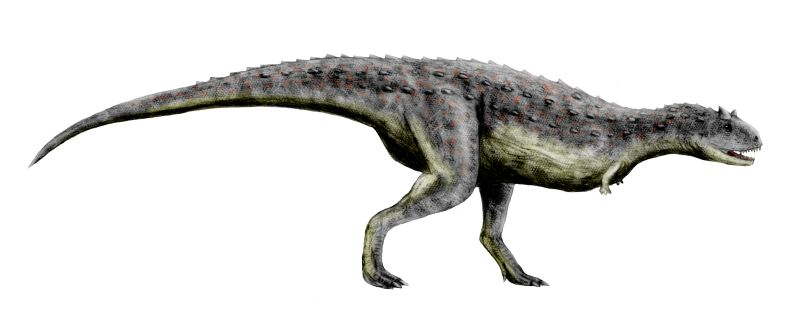
Carnotaurus.

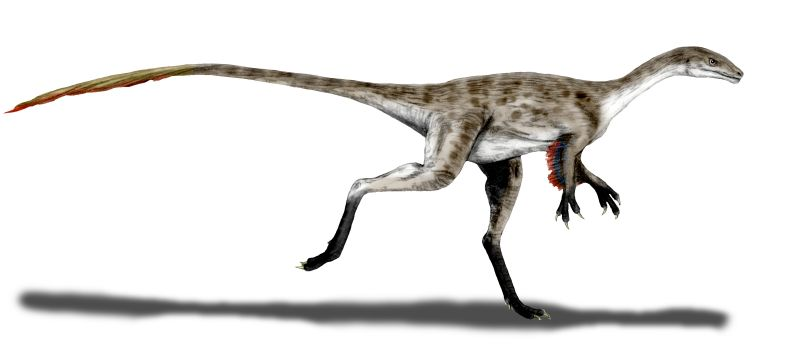
Coelurus.

- « Calamospondylus » – nom non disponible, maintenant Calamosaurus
- Caletodraco
- Callovosaurus
- Camarasaurus
- Camarillasaurus
- Camelotia
- Camposaurus
- « Camptonotus » – nom non disponible, maintenant Camptosaurus
- Camptosaurus
- « Campylodon » – nom non disponible, maintenant Campylodoniscus
- Campylodoniscus
- Canardia
- « Capitalsaurus (en) » – nomen nudum
- Carcharodontosaurus
- Cardiodon
- Carnotaurus
- Caseosaurus
- Cathartesaura
- Cathetosaurus
- Caudipteryx
- Caudocoelus – synonyme plus récent de Teinurosaurus
- Caulodon – synonyme plus récent de Camarasaurus
- Cedarosaurus
- Cedarpelta
- Cedrorestes
- Centemodon (en) – un phytosaure
- Centrosaurus
- Cerasinops
- Ceratonykus
- Ceratops
- Ceratosaurus
- Ceratosuchops
- Cetiosauriscus
- Cetiosaurus
- Chadititan (en)
- Changchunsaurus
- « Changdusaurus (en) » – nomen nudum
- Changyuraptor
- Chaoyangsaurus
- Charonosaurus
- Chasmosaurus
- Chassternbergia – synonyme plus récent d'Edmontonia
- Chebsaurus
- Chenanisaurus
- Cheneosaurus – synonyme plus récent d'Hypacrosaurus
- Chialingosaurus
- Chiayusaurus
- Chienkosaurus – une chimère de restes d'un crocodyliforme et d'un théropode (Szechuanosaurus)
- « Chihuahuasaurus (en) » – nomen nudum ; Sonorasaurus
- Chilantaisaurus
- Chilesaurus
- Chindesaurus
- Chingkankousaurus
- Chinshakiangosaurus
- Chirostenotes
- Choconsaurus
- Chondrosteosaurus
- Choyrodon
- Chromogisaurus
- Chuandongocoelurus
- Chuanjiesaurus
- Chuanqilong
- Chubutisaurus
- Chucarosaurus
- Chungkingosaurus
- Chuxiongosaurus
- « Cinizasaurus (en) » – nomen nudum
- Cionodon
- Citipati
- Cladeiodon – un rauisuchien non dinosaurien (Teratosaurus)
- Claorhynchus (en) – probablement Triceratops
- Claosaurus
- Clarencea (en) – un sphenosuchienn (Sphenosuchus (en))
- Clasmodosaurus
- Clepsysaurus (en) – un phytosaure
- Coahuilaceratops
- Cœlophysis
- « Coelosaurus (en) » – nom non disponible
- Coeluroides
- Coelurosauravus – un diapside avicéphale (en)
- Coelurus
- Colepiocephale
- « Coloradia » – nom non disponible, maintenant Coloradisaurus
- Coloradisaurus
- « Colossosaurus » – nomen nudum ; Pelorosaurus
- Comahuesaurus
- « Comanchesaurus (en) » – nomen nudum
- Compsognathus
- Compsosuchus
- Concavenator
- Conchoraptor
- Condorraptor
- Coronosaurus
- Corythoraptor
- Corythosaurus
- Craspedodon
- Crataeomus – synonyme plus récent de Struthiosaurus
- Craterosaurus
- Creosaurus – synonyme plus récent d'Allosaurus
- Crichtonpelta
- Crichtonsaurus
- Cristatusaurus
- Crittendenceratops
- Crosbysaurus – un archosauriforme non dinosaurien
- Cruxicheiros
- Cryolophosaurus
- Cryptodraco – synonyme plus récent (nom de remplacement inutile) de Cryptosaurus
- « Cryptoraptor (en) » – nomen nudum
- Cryptosaurus
- Cryptovolans – synonyme plus récent de Microraptor
- Cumnoria

## D
- Daanosaurus
- Dacentrurus
- « Dachongosaurus » – nomen nudum
- Daemonosaurus
- Dahalokely

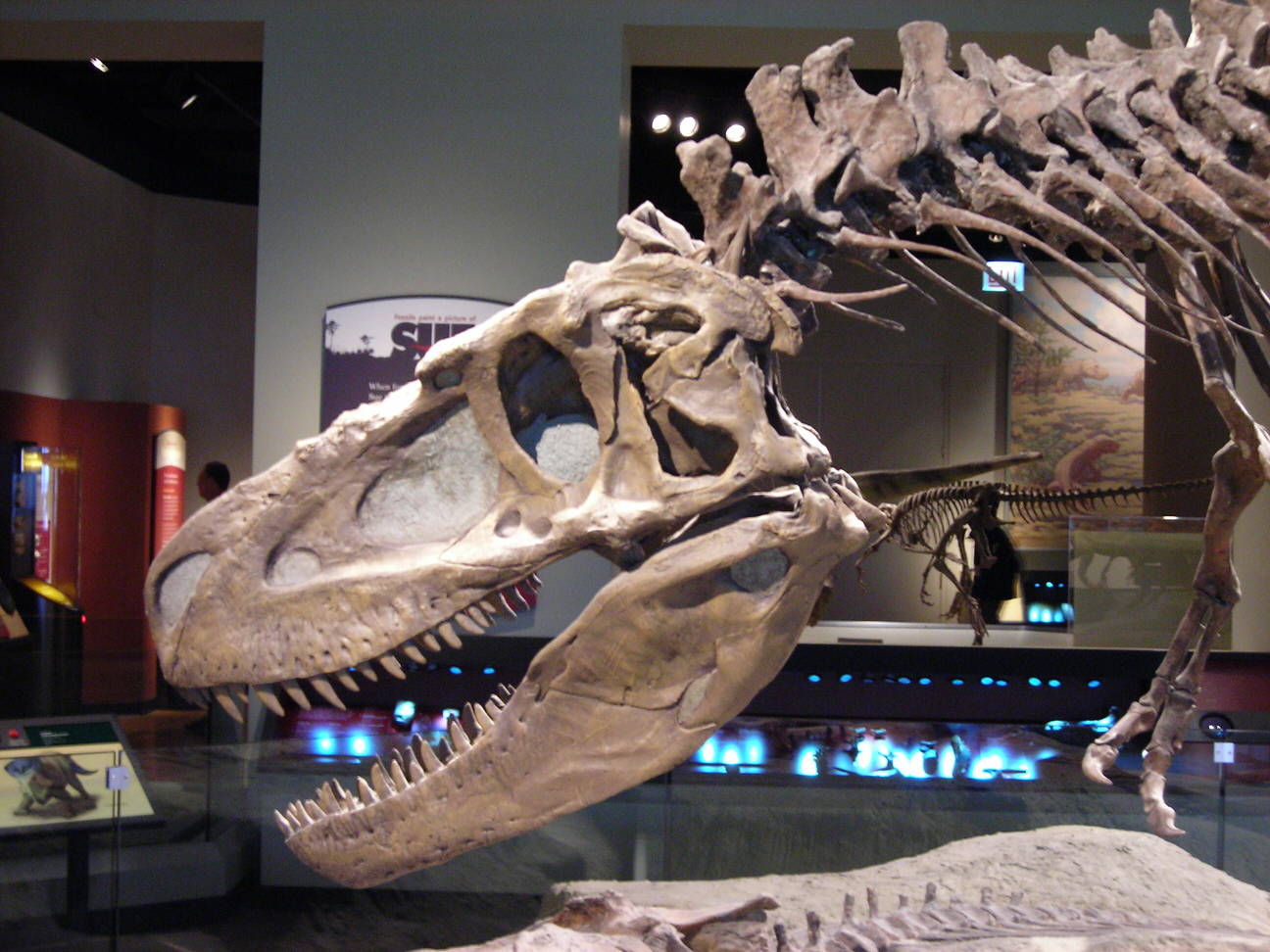
Daspletosaurus.

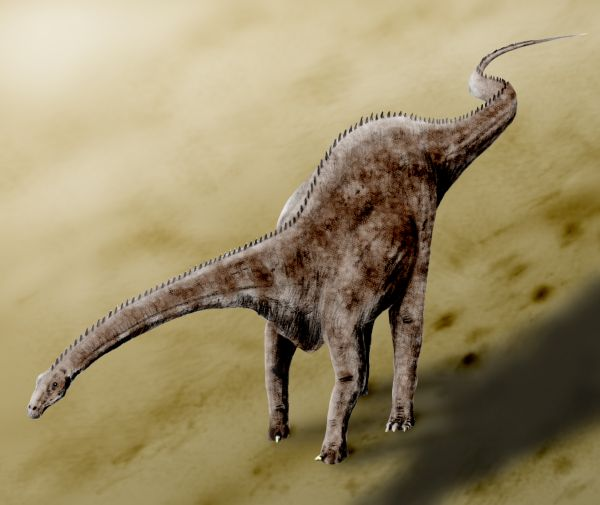
Diplodocus.

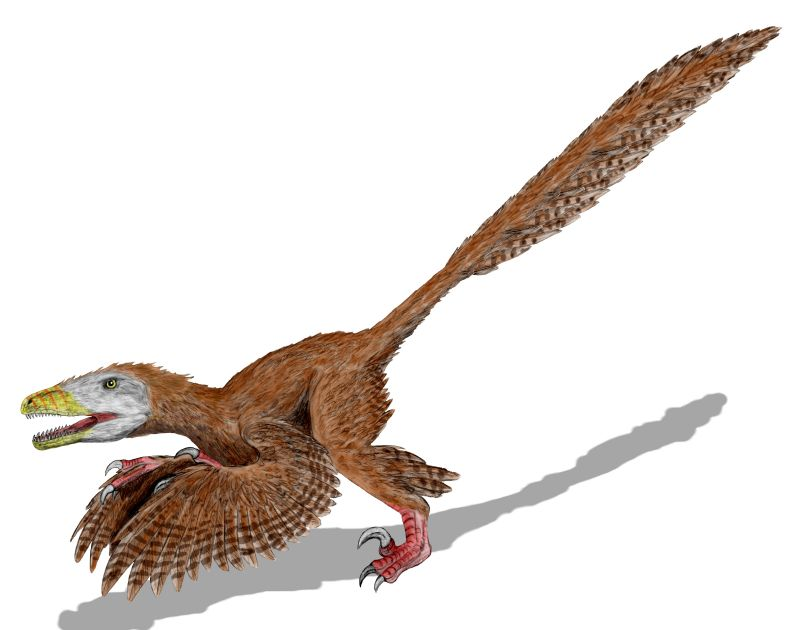
Deinonychus.

- Dakosaurus – un crocodilien metriorhynchidé
- Dakotadon
- Dakotaraptor
- Daliansaurus
- « Damalasaurus » – nomen nudum
- Dandakosaurus
- Danubiosaurus – synonyme plus récent de Struthiosaurus
- « Daptosaurus » – nomen nudum ; nom manuscrit précoce pour Deinonychus
- Darwinsaurus (en)[10]- synonymisé avec Hypselospinus
- Dashanpusaurus
- Daspletosaurus
- Dasygnathoides – un archosaure non dinosaurien, synonyme plus récent d'Ornithosuchus
- « Dasygnathus (en) » – nom non disponible, maintenant Dasygnathoides
- Datanglong (en)
- Datonglong
- Datousaurus
- Daurlong
- Daurosaurus – synonyme de Kulindadromeus
- Daxiatitan
- Deinocheirus
- Deinodon – probablement Gorgosaurus
- Deinonychus
- Delapparentia
- Deltadromeus
- Demandasaurus
- Denversaurus
- Deuterosaurus (en) – un thérapside
- Diabloceratops
- Diamantinasaurus
- Dianchungosaurus (en) – un crocodilien
- « Diceratops » – nom non disponible, maintenant Nedoceratops
- Triceratops – synonyme plus récent de Nedoceratops
- Diclonius
- Dicraeosaurus
- Didanodon – probablement un synonyme plus récent de Lambeosaurus
- Dilong
- Dilophosaurus
- Dimetrodon
- Dimodosaurus – synonyme plus récent de Platéosaure
- Dineobellator[11]
- Dinheirosaurus – probable synonyme plus récent de Supersaurus
- Dinodocus - nomen dubium[12]
- « Dinosaurus » – nom non disponible; maintenant un synonyme plus récent de Platéosaure
- Dinotyrannus – synonyme plus récent de Tyrannosaurus
- Diplodocus
- Diplotomodon
- Diracodon – synonyme plus récent de Stegosaurus
- Dolichosuchus
- Dollodon – synonyme plus récent de Mantellisaurus
- Dongbeititan
- Dongyangosaurus
- Doratodon (en) – un crocodilien
- Doryphorosaurus – synonyme plus récent (non de remplacement inutile) de Kentrosaurus
- Draconyx
- Dracopelta
- Dracoraptor
- « Dracorex » – considéré comme un Pachycephalosaurus juvénile
- Dracovenator
- Dravidosaurus – un plésiosaure
- Dreadnoughtus
- Drinker
- Dromaeosauroides
- Droméosaure
- Dromiceiomimus – synonyme plus récent d'Ornithomimus
- Dromicosaurus – synonyme plus récent de Massospondylus
- Drusilasaura
- Dryosaurus
- Dryptosauroides
- Dryptosaurus
- Dubreuillosaurus
- Duriatitan
- Duriavenator
- Dynamosaurus – synonyme plus récent de Tyrannosaurus
- Dysalotosaurus
- Dysganus
- Dyslocosaurus
- Dystrophaeus
- Dystylosaurus – synonyme plus récent de Supersaurus
- Dzharaonyx
- Dzharatitanis

## E
- Echinodon
- Echizensaurus (en)

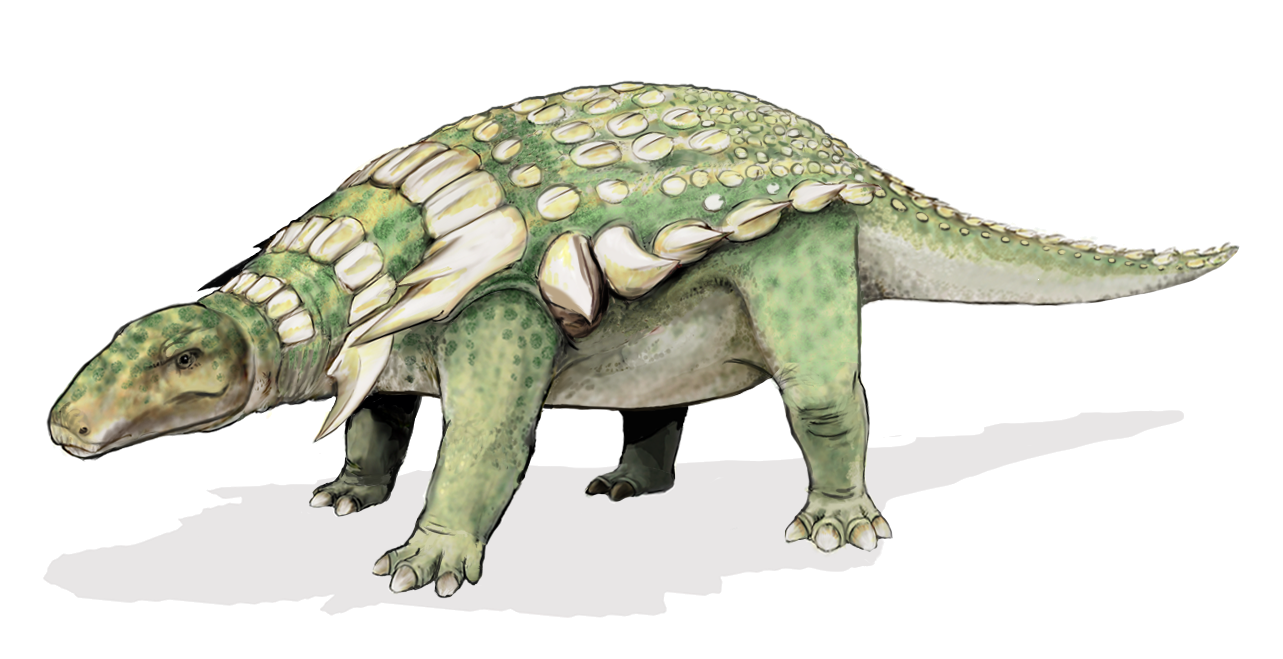
Edmontonia.

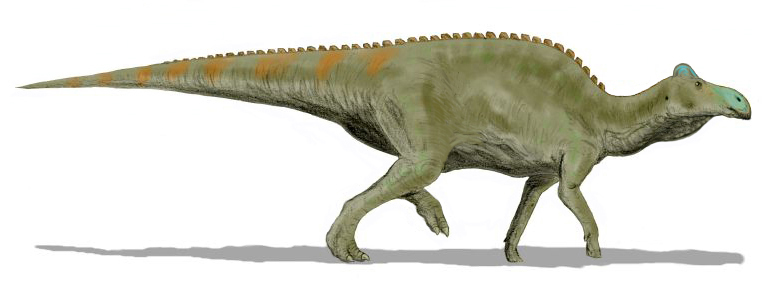
Edmontosaurus.

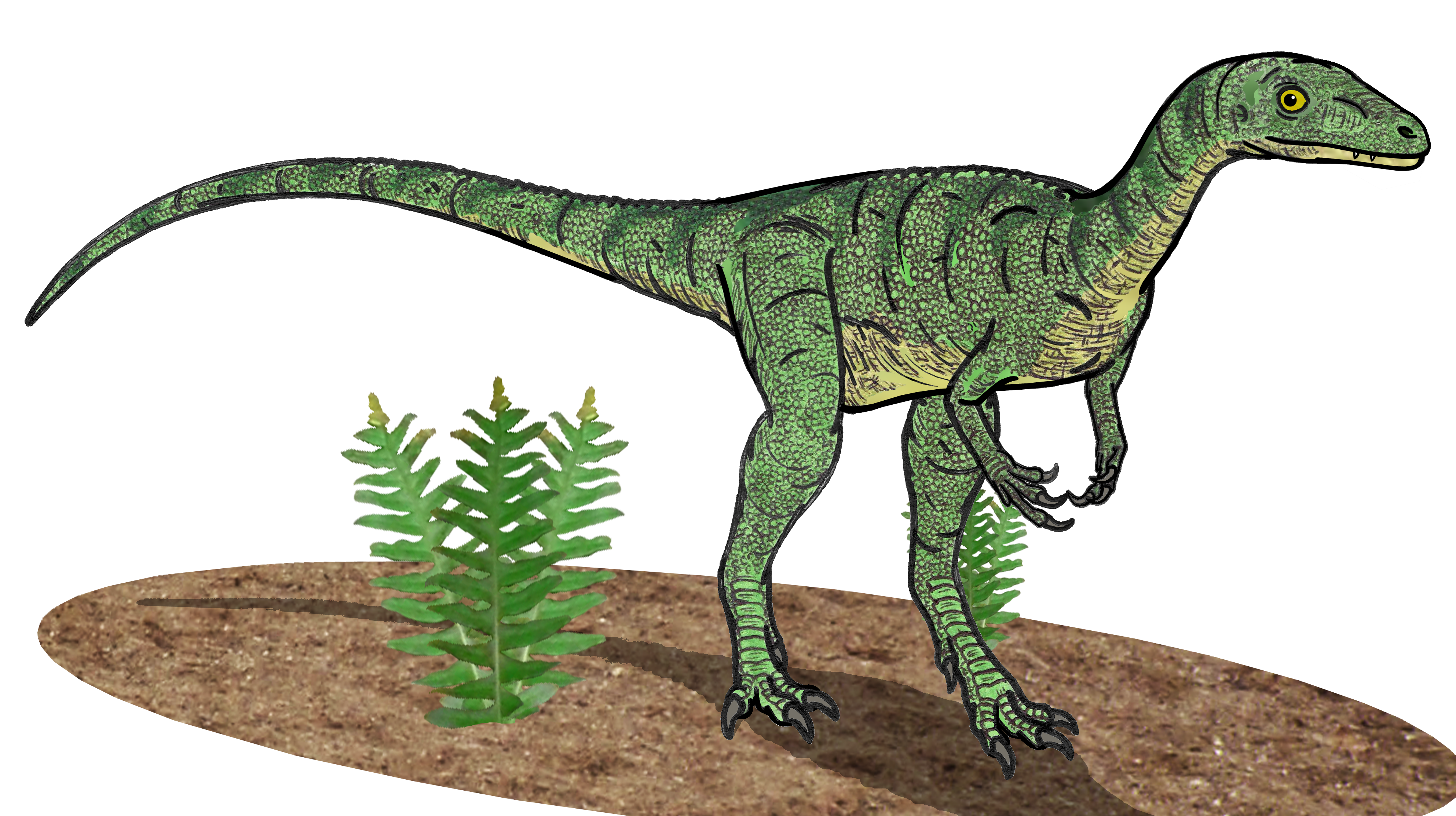
Eoraptor.

- Edmarka – synonyme plus récent de Torvosaurus
- Edmontonia
- Edmontosaurus
- Efraasia
- Einiosaurus
- Ekrixinatosaurus
- Elachistosuchus (en) – un rhynchocéphale
- Elaltitan
- Elaphrosaurus
- Elemgasem
- Elmisaurus
- Elopteryx (en)
- Elosaurus – synonyme plus récent de Brontosaurus
- Elrhazosaurus
- « Elvisaurus » – nomen nudum ; Cryolophosaurus
- Emausaurus
- Embasaurus
- Enigmosaurus
- Eoabelisaurus
- Eobrontosaurus – synonyme plus récent de Brontosaurus
- Eocarcharia
- Eoceratops (en) – synonyme plus récent de Chasmosaurus
- Eocursor
- Eodromaeus
- « Eohadrosaurus » – nomen nudum ; Eolambia
- Eolambia
- Eomamenchisaurus
- Eoplophysis (en) - nomen dubium[4]
- Eoraptor
- Eosinopteryx
- Eotrachodon
- Eotriceratops
- Eotyrannus
- Eousdryosaurus
- Epachthosaurus
- Epanterias – probablement Allosaurus
- « Ephoenosaurus » – nomen nudum ; Machimosaurus (un crocodilien)
- Epicampodon – un protérosuchidé archosauriforme
- Epichirostenotes
- Epidendrosaurus – synonyme de Scansoriopteryx
- Epidexipteryx
- Equijubus
- Erectopus
- Erketu
- Erliansaurus
- Erlikosaurus
- Eshanosaurus
- « Euacanthus » – nomen nudum ; synonyme plus récent de Polacanthus
- Eucamerotus
- Eucentrosaurus – synonyme plus récent (nom de remplacement inutile) de Centrosaurus
- Eucercosaurus (en) - nomen dubium[13]
- Eucnemesaurus
- Eucoelophysis – un silésauridé
- « Eugongbusaurus (en) » – nomen nudum
- Euhelopus
- Euoplocephalus
- Eupodosaurus – un nothosaur synonyme avec Lariosaurus
- « Eureodon » – nomen nudum ; Tenontosaurus
- Eurolimnornis (en) – un ptérosaure
- Euronychodon
- Europasaurus
- Europatitan
- Europelta
- Euskelosaurus
- Eustreptospondylus

## F

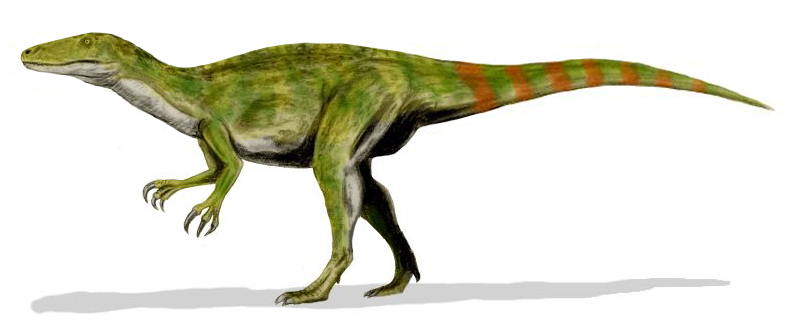
Fukuiraptor.

- Fabrosaurus – probablement Lesothosaurus
- Falcarius
- Fendusaurus (en)
- « Fenestrosaurus » – nomen nudum ; Oviraptor
- Ferganasaurus
- Ferganastegos (en) - nomen dubium[4]
- Ferganocephale
- Foraminacephale
- Fosterovenator
- Frenguellisaurus – synonyme plus récent d'Herrerasaurus
- Fruitadens
- Fukuiraptor
- Fukuisaurus
- Fukuititan
- Fukuivenator
- Fulengia (en) - nomen dubium[14]
- Fulgurotherium
- « Fusinasus » – nomen nudum ; Eotyrannus
- Fusuisaurus
- « Futabasaurus (en) » – nomen nudum ; à ne pas confondre avec le plésiosaure anciennement nommé Futabasaurus
- Futalognkosaurus
- Fylax

## G
- « Gadolosaurus (en) » – nomen nudum
- Galeamopus
- Galesaurus (en) – un thérapside
- Gallimimus

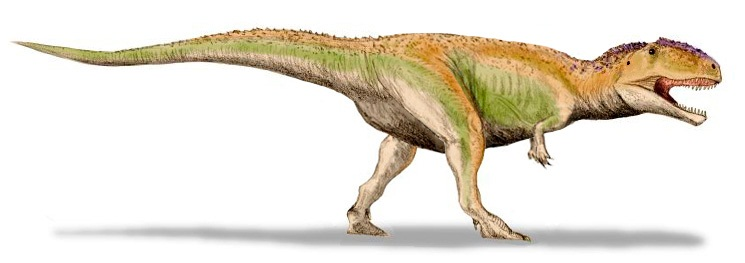
Giganotosaurus.

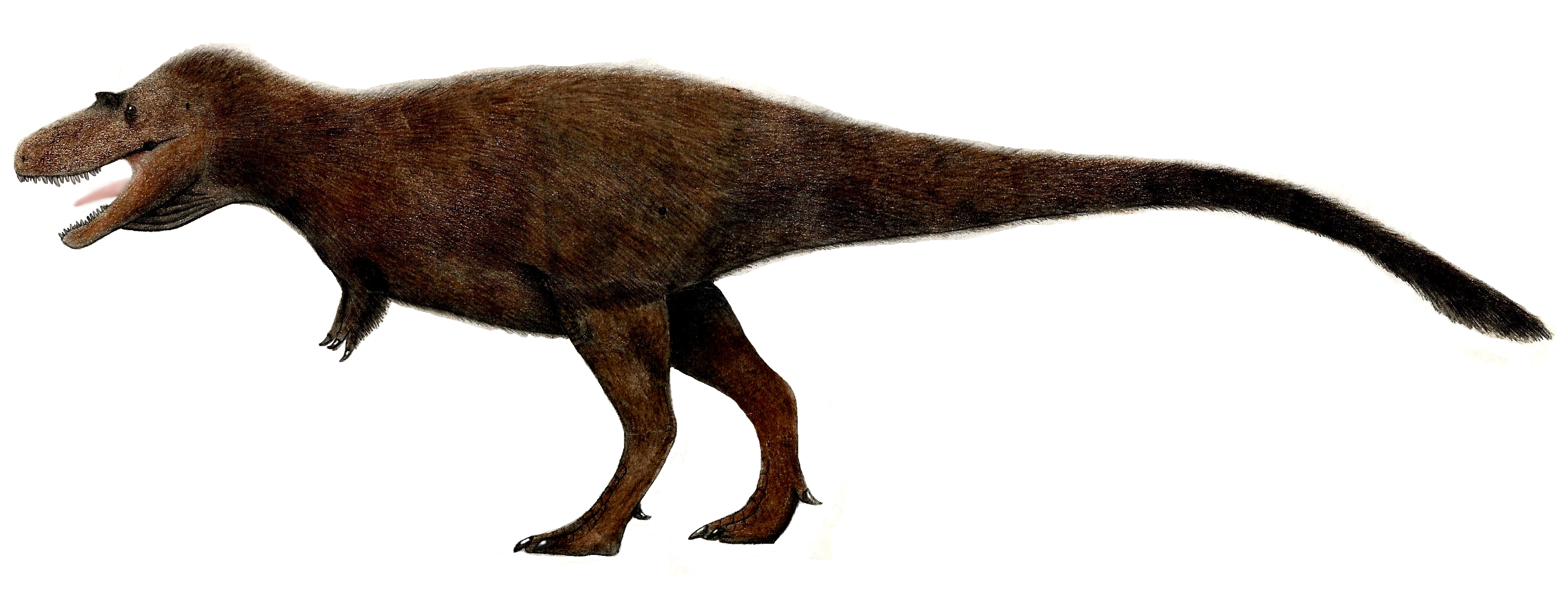
Gorgosaurus.

- Galtonia – un pseudosuchien ; probablement un synonyme plus récent de Revueltosaurus (en)
- Galveosaurus
- Galvesaurus – synonyme plus récent de Galveosaurus
- Gannansaurus
- « Gansutitan » - nomen nudum ; Daxiatitan
- Ganzhousaurus - synonyme possible de Nankangia
- Gargoyleosaurus
- Garrigatitan
- Garudimimus
- Garumbatitan
- Gasosaurus
- Gasparinisaura
- Gastonia
- « Gavinosaurus » – nomen nudum ; Eotyrannus
- Geminiraptor
- Genusaurus
- Genyodectes
- Geranosaurus - nomen dubium
- Gideonmantellia
- Giganotosaurus
- Gigantoraptor
- Gigantosaurus
- « Gigantosaurus » – nom non disponible, maintenant Tornieria
- Gigantoscelus – synonyme plus récent d'Euskelosaurus
- Gigantspinosaurus
- Gilmoreosaurus
- « Ginnareemimus » – nomen nudum ; Kinnareemimus
- Giraffatitan
- Glacialisaurus
- Glishades (en) - nomen dubium[15]
- Glyptodontopelta
- Gnathovorax
- Gobiceratops
- Gobipteryx
- Gobisaurus
- Gobititan
- Gobivenator
- « Godzillasaurus » – nomen nudum ; Gojirasaurus
- Gojirasaurus
- Gondwanatitan
- Gongbusaurus
- Gongpoquansaurus
- Gongxianosaurus
- Gorgosaurus
- Goyocephale
- Graciliceratops
- Graciliraptor
- Gracilisuchus – un archosaure non dinosaurien
- Gravitholus
- Gresslyosaurus – synonyme plus récent de Platéosaure
- Griphornis – synonyme plus récent de l'oiseau Archaeopteryx
- Griphosaurus – synonyme plus récent de l'oiseau Archaeopteryx
- Gryphoceratops
- Gryponyx
- Gryposaurus
- Guaibasaurus
- Gualicho
- Guanlong
- Guemesia
- Gwyneddosaurus (en) – un tanystrophide
- Gyposaurus – synonyme plus récent de Massospondylus

## H

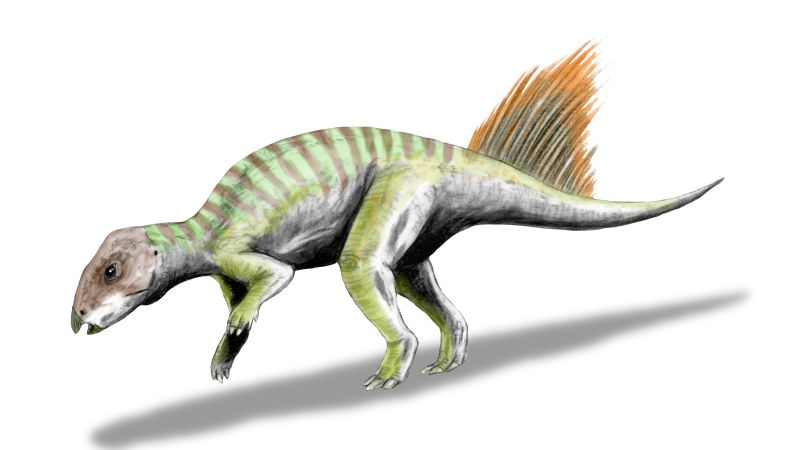
Hongshanosaurus.

- « Hadrosauravus » – nomen nudum ; synonyme plus récent de Gryposaurus
- Hadrosaurus
- Haestasaurus (en)
- Hagryphus
- Hallopus – un crocodylomorphe de la famille des Hallopodidae
- Halszkaraptor[16]
- Halticosaurus
- Hamititan
- Hanssuesia
- « Hanwulosaurus (en) » – nomen nudum
- Haplocanthosaurus
- « Haplocanthus » – nom non disponible, maintenant Haplocanthosaurus
- Haplocheirus
- Harpymimus
- Haya
- Hecatasaurus – synonyme plus récent de Telmatosaurus
- « Heilongjiangosaurus (en) » – nomen nudum
- Heishansaurus
- Helioceratops
- « Helopus » – nom non disponible, maintenant Euhelopus
- Heptasteornis
- Herbstosaurus (en) – un ptérosaure
- Herrerasaurus
- Hesperonychus
- Hesperornithoides[17]
- Hesperosaurus
- Heterodontosaurus
- Heterosaurus - synonyme plus récent de Mantellisaurus
- Hexing[18]
- Hexinlusaurus
- Heyuannia
- Hierosaurus
- Hippodraco
- « Hironosaurus (en) » – nomen nudum
- « Hisanohamasaurus (en) » – nomen nudum
- Histriasaurus
- Hollanda
- Homalocephale
- « Honghesaurus » – nomen nudum ; Yandusaurus
- Hongshanosaurus – synonyme plus récent de Psittacosaurus
- Hoplitosaurus
- Hoplosaurus – synonyme plus récent de Struthiosaurus
- Horshamosaurus (en)
- Hortalotarsus – synonyme plus récent de Massospondylus
- Huabeisaurus
- Hualianceratops
- Huallasaurus
- Huanansaurus
- Huanghetitan
- Huangshanlong
- Huaxiagnathus
- Huaxiaosaurus - possible synonyme plus récent de Shantungosaurus
- « Huaxiasaurus » – nomen nudum ; Huaxiagnathus
- Huayangosaurus
- Hudiesaurus
- Huehuecanauhtlus
- Huinculsaurus
- Hulsanpes – Dromaeosauridae (Halszkaraptorinae)
- Hungarosaurus
- Huxleysaurus (en)[10]
- Hylaeosaurus
- Hylosaurus – synonyme plus récent d'Hylaeosaurus
- Hypacrosaurus
- Hypselorhachis (en) – un cténosauriscidé
- Hypselosaurus
- Hypselospinus
- Hypsibema (en)
- Hypsilophodon
- Hypsirhophus (en)

## I

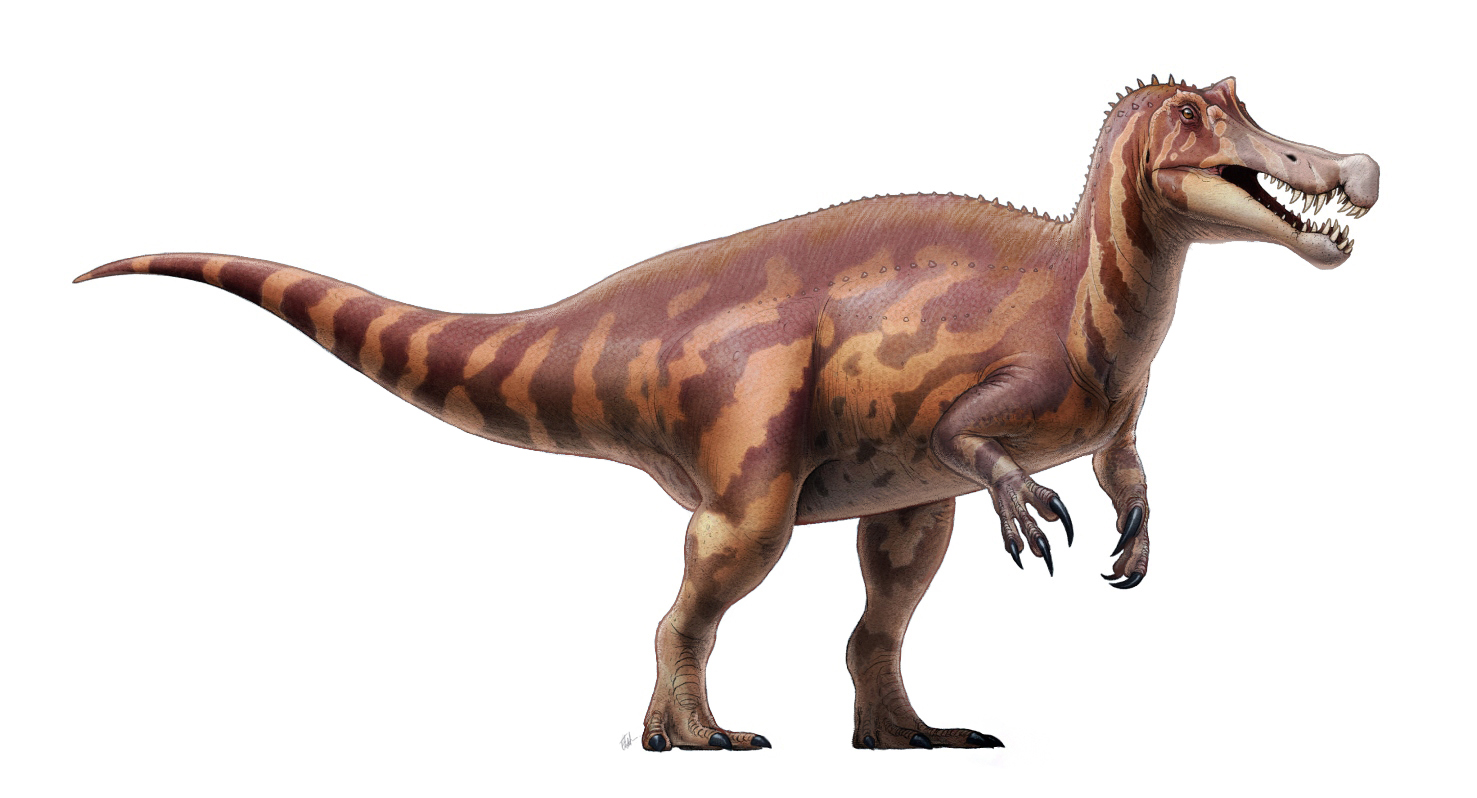
Irritator.

- « Ichabodcraniosaurus » – nomen nudum ; probablement Velociraptor
- Iberospinus
- Ibirania
- Ichthyovenator
- Ignavusaurus
- Iguanacolossus
- Iguanodon
- « Iguanoides » – nomen nudum ; Iguanodon
- « Iguanosaurus » – nomen nudum ; Iguanodon
- Iliosuchus
- Ilokelesia
- Imperobator
- Incisivosaurus
- Indosaurus
- Indosuchus
- « Ingenia » – nom non disponible, maintenant Ajancingenia
- Inosaurus
- Irritator
- Isaberrysaura
- Isanosaurus
- Ischioceratops
- Ischisaurus – synonyme plus récent d'Herrerasaurus
- « Ischyrosaurus » – nom non disponible, n'a pas encore été renommé
- Isisaurus
- « Issasaurus » – nomen nudum ; Dicraeosaurus
- Issi
- Itemirus
- Iuticosaurus
- Iyuku

## J
- Jainosaurus
- Jakapil
- Jaklapallisaurus
- Janenschia
- Jaxartosaurus
- Jeholosaurus

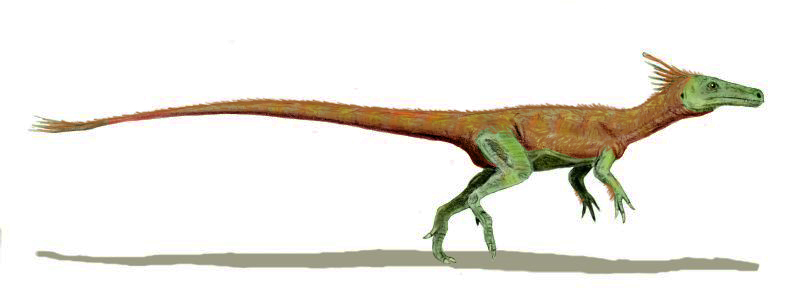
Juravenator.

- Jenghizkhan – synonyme plus récent de Tarbosaurus
- « Jensenosaurus » – nomen nudum ; Supersaurus
- Jeyawati
- Jianchangosaurus
- « Jiangjunmiaosaurus » – nomen nudum ; Monolophosaurus
- Jiangjunosaurus
- Jiangshanosaurus
- Jiangxisaurus - synonyme probable de Nankangia
- Jianianhualong
- Jinbeisaurus
- Jinfengopteryx
- Jingshanosaurus
- Jintasaurus
- Jinzhousaurus
- Jiutaisaurus
- Jobaria
- Jubbulpuria (en) - nomen nubium[19]
- Judiceratops
- Jurapteryx – synonyme plus récent de l'oiseau Archaeopteryx
- « Jurassosaurus (en) » – nomen nudum ; Tianchisaurus
- Juratyrant
- Juravenator

## K
- Kaatedocus
- « Kagasaurus (en) » – nomen nudum
- Kaijiangosaurus
- Kaijutitan
- Kakuru
- Kamuysaurus
- Kangnasaurus (en)
- Kansaignathus
- "Kaprosuchus"
- Karongasaurus
- Katepensaurus

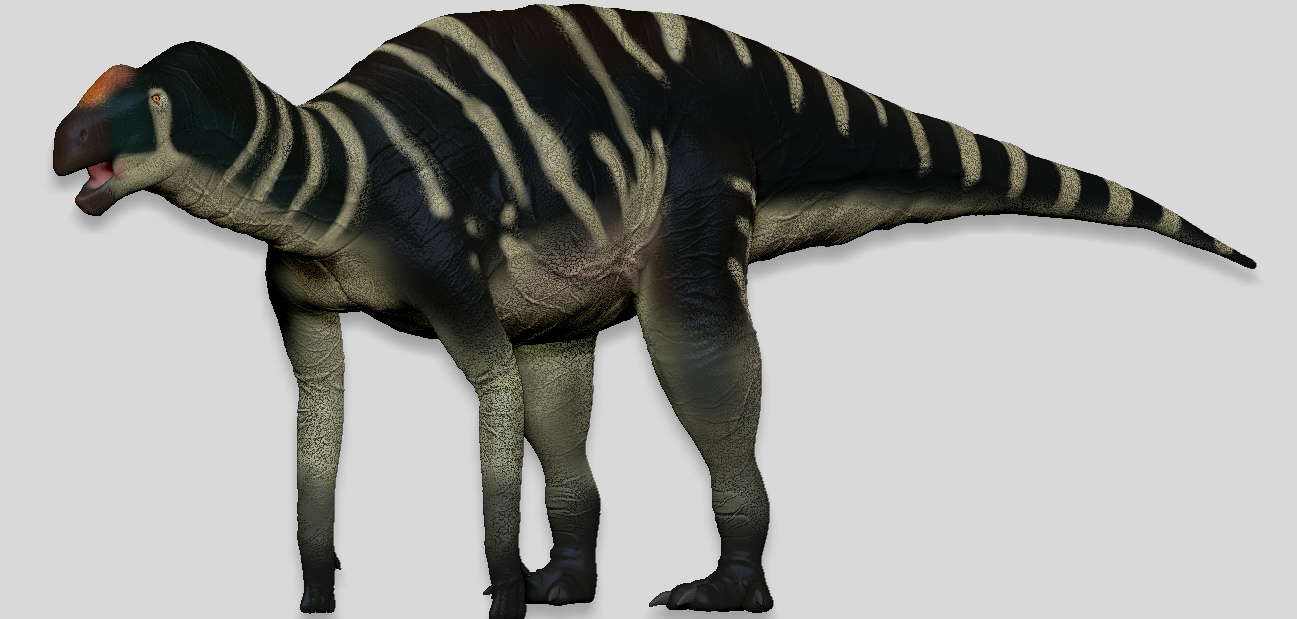
Kritosaurus.

- « Katsuyamasaurus » – nomen nudum ; possible synonyme plus récent de Fukuiraptor
- Kayentavenator (en)
- Kazaklambia
- Kelmayisaurus
- Kelumapusaura
- Kemkemia (en) - un crocodyliforme
- Kentrosaurus
- Kentrurosaurus – synonyme plus récent de Kentrosaurus
- Kerberosaurus
- Khaan
- Khetranisaurus
- Khulsanurus
- Kileskus
- Kinnareemimus
- « Kitadanisaurus » – nomen nudum ; Fukuiraptor
- « Kittysaurus » – nomen nudum ; Eotyrannus
- Klamelisaurus - possible synonyme plus récent de Bellusaurus
- Kol
- Koparion
- Koreaceratops
- Koreanosaurus
- Koshisaurus
- Kosmoceratops
- Kotasaurus
- Koutalisaurus
- Kritosaurus
- Kryptops
- Krzyzanowskisaurus (en) – probablement un pseudosuchien (peut-être Revueltosaurus (en))
- Kukufeldia - synonyme de Barilium[20]
- Kulceratops
- Kulindadromeus
- Kulindadromeus – synonyme de Kulindadromeus
- Kunbarrasaurus
- Kundurosaurus
- Kunmingosaurus – peut-être un nomen nudum
- Kuru
- Kurupi
- Kuszholia (en) – un oiseau[21]

## L
- Labocania

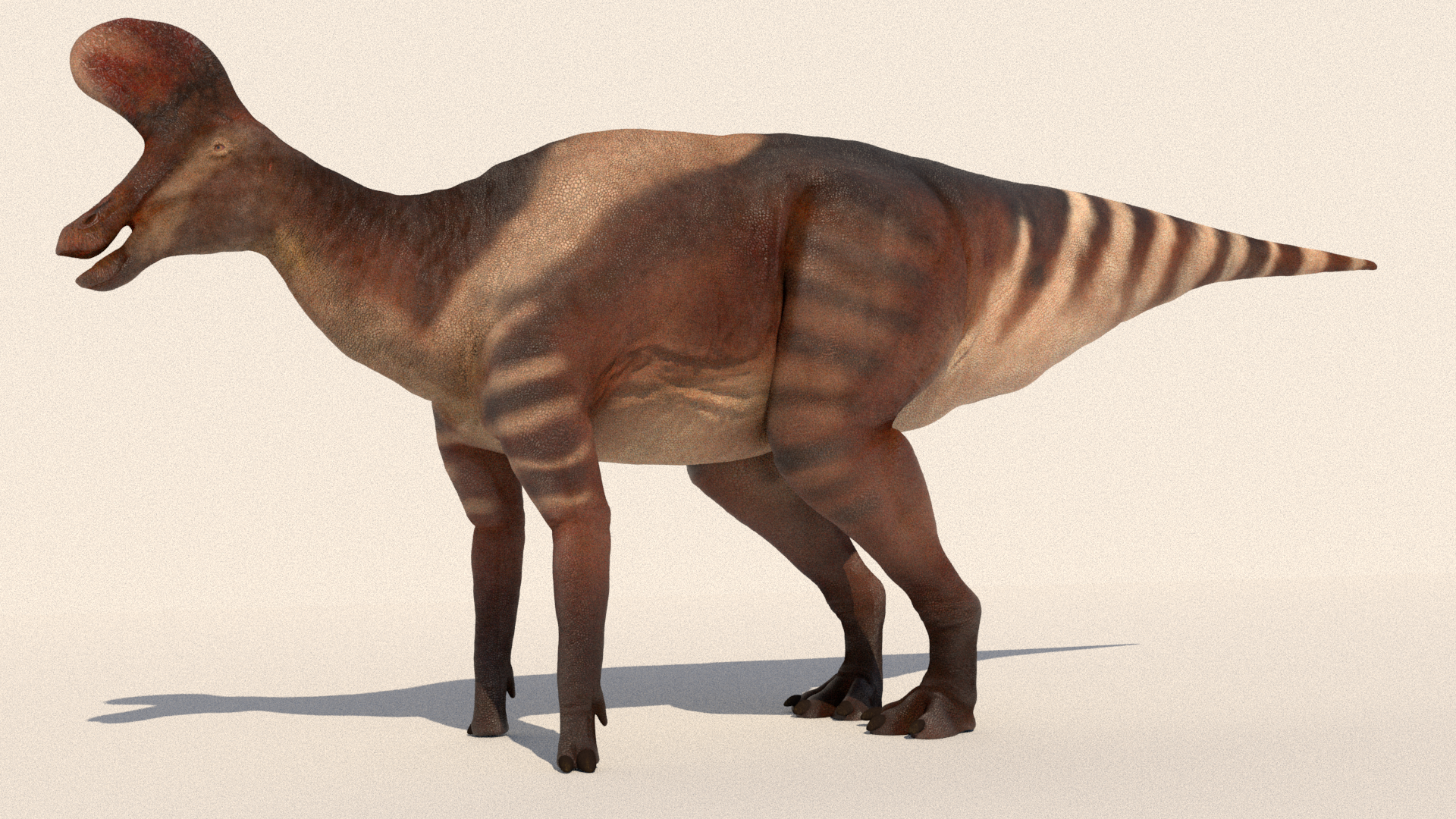
Lambeosaurus.

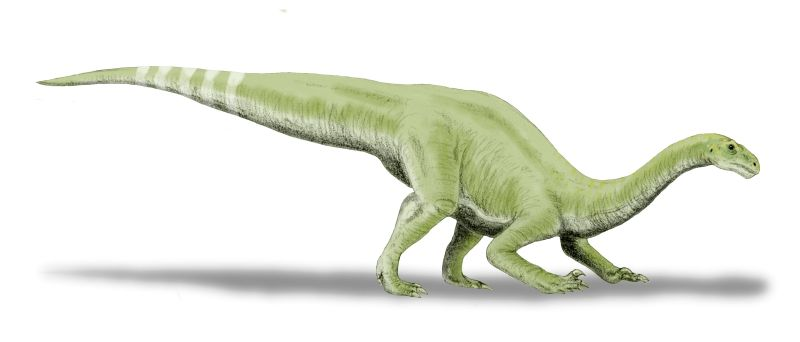
Lamplughsaura.

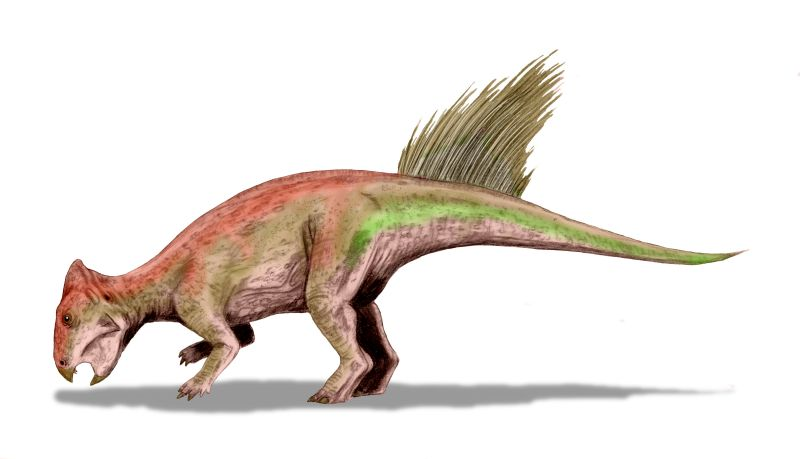
Liaoceratops.

- Labrosaurus – synonyme plus récent d'Allosaurus
- « Laelaps » – nom non disponible, maintenant Dryptosaurus
- Laevisuchus
- Lagerpeton – un dinosauromorphe non dinosaurien
- Lagosuchus – un dinosauromorphe non dinosaurien
- Lamaceratops - possible synonyme plus récent de Bagaceratops
- Lambeosaurus
- Lametasaurus
- Lapampasaurus
- Lamplughsaura
- Lanasaurus – synonyme plus récent de Lycorhinus
- « Lancangosaurus (en) » – variante orthographique de « Lancanjiangosaurus (en) »
- « Lancanjiangosaurus (en) » – nomen nudum
- Lanzhousaurus
- Laosaurus
- Lapampasaurus
- Laplatasaurus
- Lapparentosaurus
- Laquintasaura
- Latenivenatrix
- Latirhinus
- Leaellynasaura
- Leinkupal
- Leipsanosaurus – synonyme plus récent de Struthiosaurus
- « Lengosaurus » – nomen nudum ; Eotyrannus
- Leonerasaurus
- Lepidocheirosaurus — synonyme plus récent de Kulindadromeus
- Lepidus
- Leptoceratops
- Leptorhynchos
- Leptospondylus – synonyme plus récent de Massospondylus
- Leshansaurus
- Lesothosaurus
- Lessemsaurus
- Levnesovia
- Lewisuchus (en) – un dinosauromorphe non dinosaurien
- Lexovisaurus
- Leyesaurus[22]
- Liaoceratops
- Liaoningosaurus
- Liaoningotitan
- Liaoningvenator
- Liassaurus - nomen nudum, possiblement Sarcosaurus
- Libycosaurus (en) – un mammifère anthracothériidé
- Ligabueino
- Ligabuesaurus
- « Ligomasaurus » – nomen nudum, probablement Giraffatitan
- « Likhoelesaurus (en) » – nomen nudum ; possiblement non dinosaurien
- Liliensternus
- Limaysaurus
- « Limnornis (en) » – nom non disponible, maintenant Palaeocursornis (en) ( un ptérosaure)
- « Limnosaurus » – nom non disponible, maintenant Telmatosaurus
- Limusaurus
- Lingyuanosaurus
- Linhenykus
- Linheraptor
- Linhevenator
- Lirainosaurus
- Lisboasaurus (en) – un crocodilien
- Liubangosaurus
- Llukalkan
- Lohuecotitan
- Lokiceratops
- Loncosaurus (en) - numen dubium[13]
- Longisquama – sorte de reptile non dinosaurien
- Longosaurus – synonyme plus récent de Cœlophysis
- Lophorhothon
- Lophostropheus
- Loricatosaurus
- Loricosaurus
- Losillasaurus
- Lourinhanosaurus
- Lourinhasaurus
- Luanchuanraptor
- « Luanpingosaurus (en) » – nomen nudum ; Psittacosaurus
- Lucianosaurus (en) – un archosauriforme non dinosaurien
- Lucianovenator
- Lufengosaurus
- Lukousaurus - possiblement un crurotarsien
- Luoyanggia
- Lurdusaurus
- Lusitanosaurus (en) - nomen dubium[5]
- Lusotitan
- Lusovenator
- Lycorhinus
- Lythronax

## M

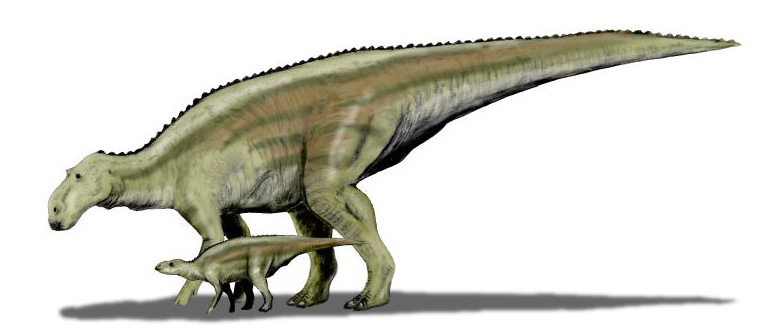
Maiasaura.

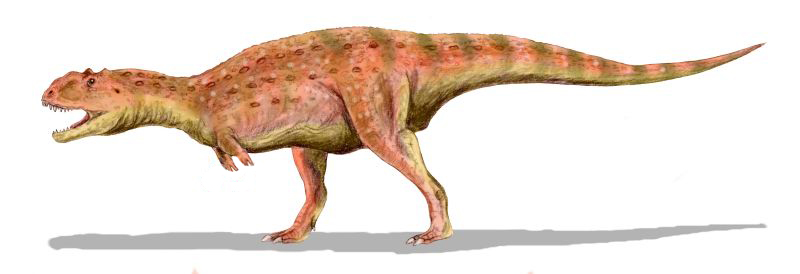
Majungasaurus.

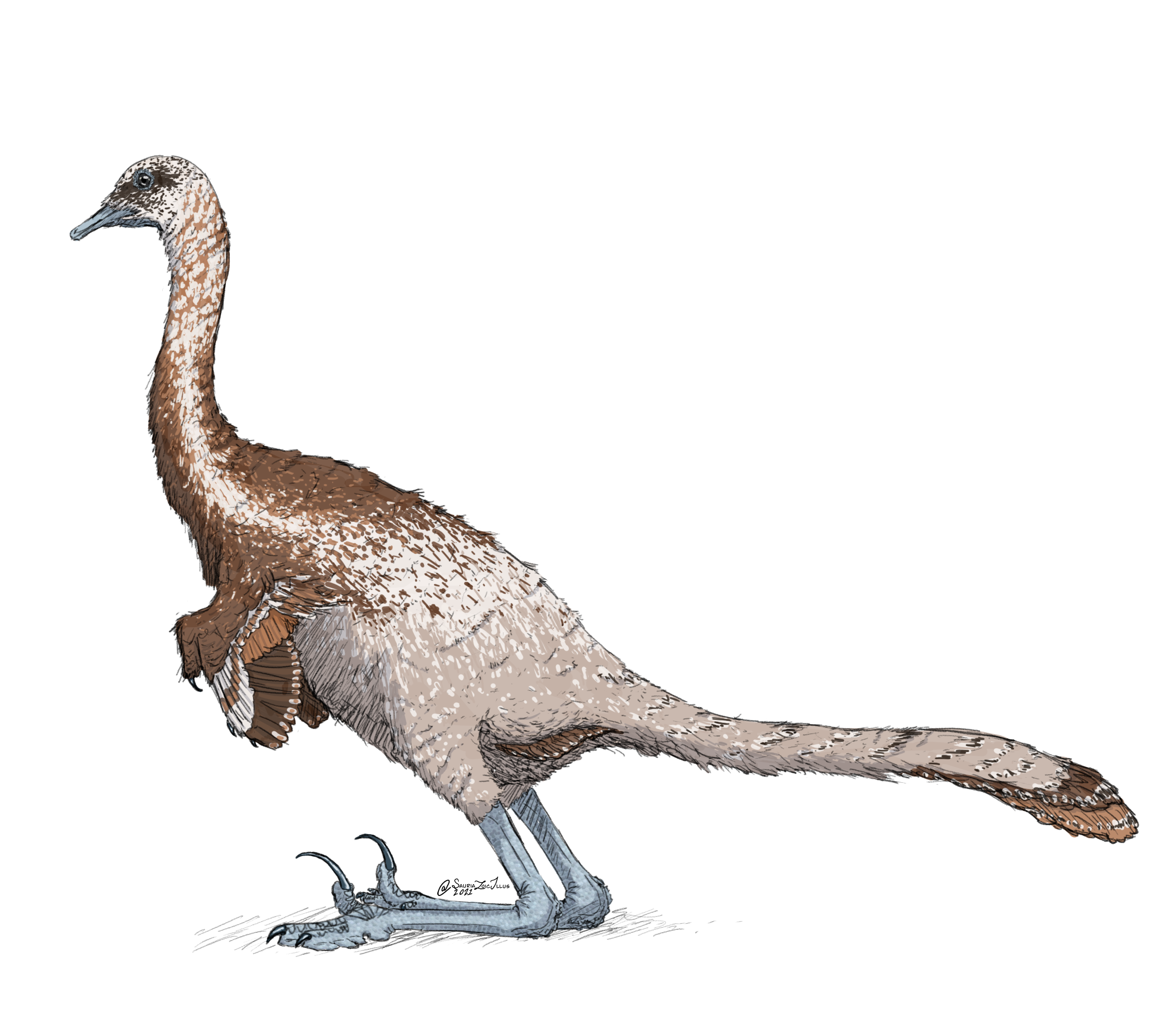
Mahakala.

- Macelognathus – un crocodylomorphe de la famille des Hallopodidae[23]
- Machairasaurus
- Machairoceratops
- Macrocollum
- Macrodontophion (en) - un membre de Lophotrochozoa
- Macrogryphosaurus
- Macrophalangia – synonyme plus récent de Chirostenotes
- « Macroscelosaurus » – nomen nudum ; probablement un synonyme plus récent de Tanystropheus
- Macrurosaurus
- « Madsenius (en) » – nomen nudum
- Magnapaulia[24]
- Magnamanus
- Magnirostris
- Magnosaurus
- « Magulodon (en) » – nomen nudum
- Magyarosaurus
- Mahakala
- Maiasaura
- Maip
- Majungasaurus
- Majungatholus – synonyme plus récent de Majungasaurus
- Malarguesaurus
- Malawisaurus
- Maleevosaurus – synonyme plus récent de Tarbosaurus
- Maleevus - nomen dubium[25]
- Malefica
- Mamenchisaurus
- Mandschurosaurus
- Manidens
- Manospondylus – synonyme de Tyrannosaurus
- Mantellisaurus
- Mantellodon (en)[10] - synonyme plus récent de Mantellisaurus
- Mapusaurus
- Maraapunisaurus
- Marasuchus – un dinosauromorphe non dinosaurien
- Marisaurus
- Marmarospondylus
- Marshosaurus
- Martharaptor
- Masiakasaurus
- Massospondylus
- Maxakalisaurus
- Mbiresaurus
- Medusaceratops
- « Megacervixosaurus (en) » – nomen nudum
- « Megadactylus » – nom non disponible, maintenant Anchisaurus
- « Megadontosaurus » – nomen nudum ; Microvenator
- Megalosaurus
- « Megapnosaurus » – synonyme junior de Cœlophysis
- Megaraptor
- Mei
- Melanorosaurus
- Mendozasaurus
- Menefeeceratops
- Menucocelsior
- Meraxes
- Mercuriceratops
- Meroktenos
- Merosaurus – nomen nudum
- Metriacanthosaurus
- « Microcephale (en) » – nomen nudum
- « Microceratops » – nom non disponible, maintenant Microceratus
- Microcoelus
- « Microdontosaurus (en) » – nomen nudum
- Microhadrosaurus (en) - nomen dubium[26]
- Micropachycephalosaurus, un Ceratopsia basal
- Microraptor
- Microvenator
- Mierasaurus
- « Mifunesaurus (es) » – nomen nudum[27]
- Minmi
- Minotaurasaurus – probable synonyme plus récent de Tarchia
- Miragaia
- Mirischia
- Moabosaurus
- Mochlodon
- « Mohammadisaurus » – nomen nudum ; Tornieria
- Mojoceratops – probable synonyme plus récent de Chasmosaurus
- Mongolosaurus
- Monkonosaurus
- Monoclonius
- Monolophosaurus
- « Mononychus » – nom non disponible, maintenant Mononykus
- Mononykus
- Montanoceratops
- Morelladon
- Morinosaurus
- Moros
- Morosaurus – synonyme plus récent de Camarasaurus
- Morrosaurus
- Mosaiceratops
- « Moshisaurus » – nomen nudum ; Mamenchisaurus
- « Mtapaiasaurus » – nomen nudum, probablement Giraffatitan
- « Mtotosaurus » – nomen nudum ; Dicraeosaurus
- Murusraptor
- Mussaurus
- Muttaburrasaurus
- Muyelensaurus
- Mymoorapelta

## N
- Naashoibitosaurus
- Napaisaurus
- Nambalia
- Nankangia
- Nanningosaurus
- Nanosaurus

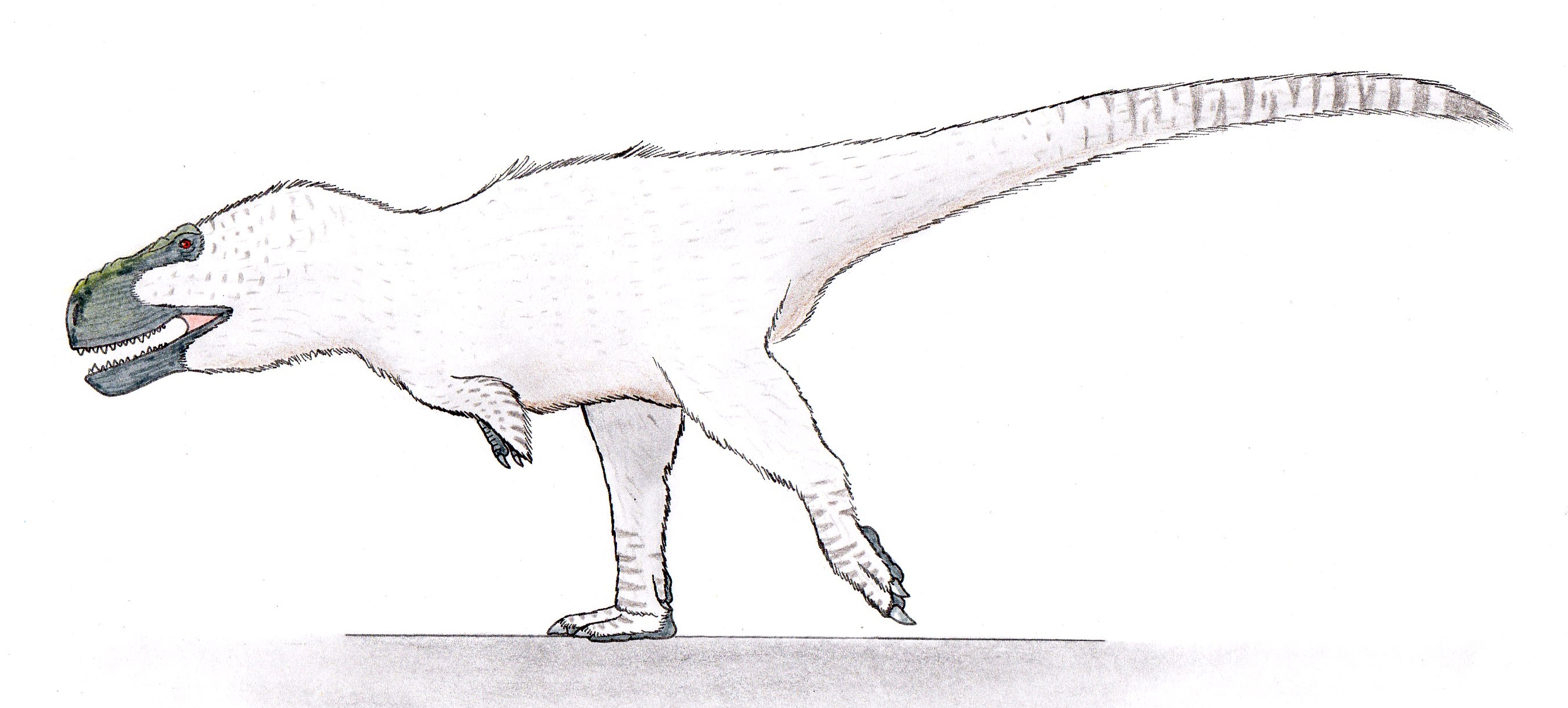
Nanuqsaurus.

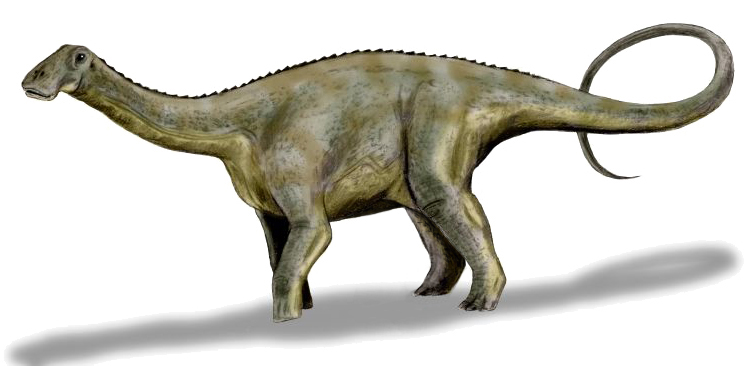
Nigersaurus.

- Nanotyrannus – possible Tyrannosaurus juvénile ou autre tyrannosauridé[28]
- Nanshiungosaurus
- Nanuqsaurus
- Nanyangosaurus
- Narambuenatitan
- Nasutoceratops
- Natovenator
- Natronasaurus - nom auto-publié[29], maintenant Alcovasaurus
- Navajoceratops
- Nebulasaurus
- « Nectosaurus » – nom non disponible, maintenant Kritosaurus
- Nedcolbertia
- Nedoceratops - possible synonyme plus récent de Triceratops
- Neimongosaurus
- « Nemegtia » – nom non disponible, maintenant Nemegtomaia
- Nemegtomaia
- Nemegtonykus
- Nemegtosaurus
- Neosaurus – nom non disponible, puis Parrosaurus, maintenant Hypsibema (en)
- Neosodon
- Neovenator
- Neuquenraptor
- Neuquensaurus
- Nevadadromeus
- « Newtonsaurus » – nomen nudum
- « Ngexisaurus (en) » – nomen nudum
- Niobrarasaurus
- Niebla
- Nigersaurus
- Ningyuansaurus
- Ninjatitan
- Niobrarasaurus
- Nipponosaurus
- Noasaurus
- Nodocephalosaurus
- Nodosaurus
- Nomingia
- Nopcsaspondylus
- Normanniasaurus
- Nothronychus
- Notoceratops
- Notocolossus
- Notohypsilophodon
- Nqwebasaurus
- « Nteregosaurus » – nomen nudum ; Janenschia
- Nullotitan
- « Nurosaurus » – nomen nudum
- Nuthetes
- Nyasasaurus – possible dinosauriforme non dinosaurien
- « Nyororosaurus » – nomen nudum ; Dicraeosaurus

## O
- Oceanotitan
- Ohmdenosaurus

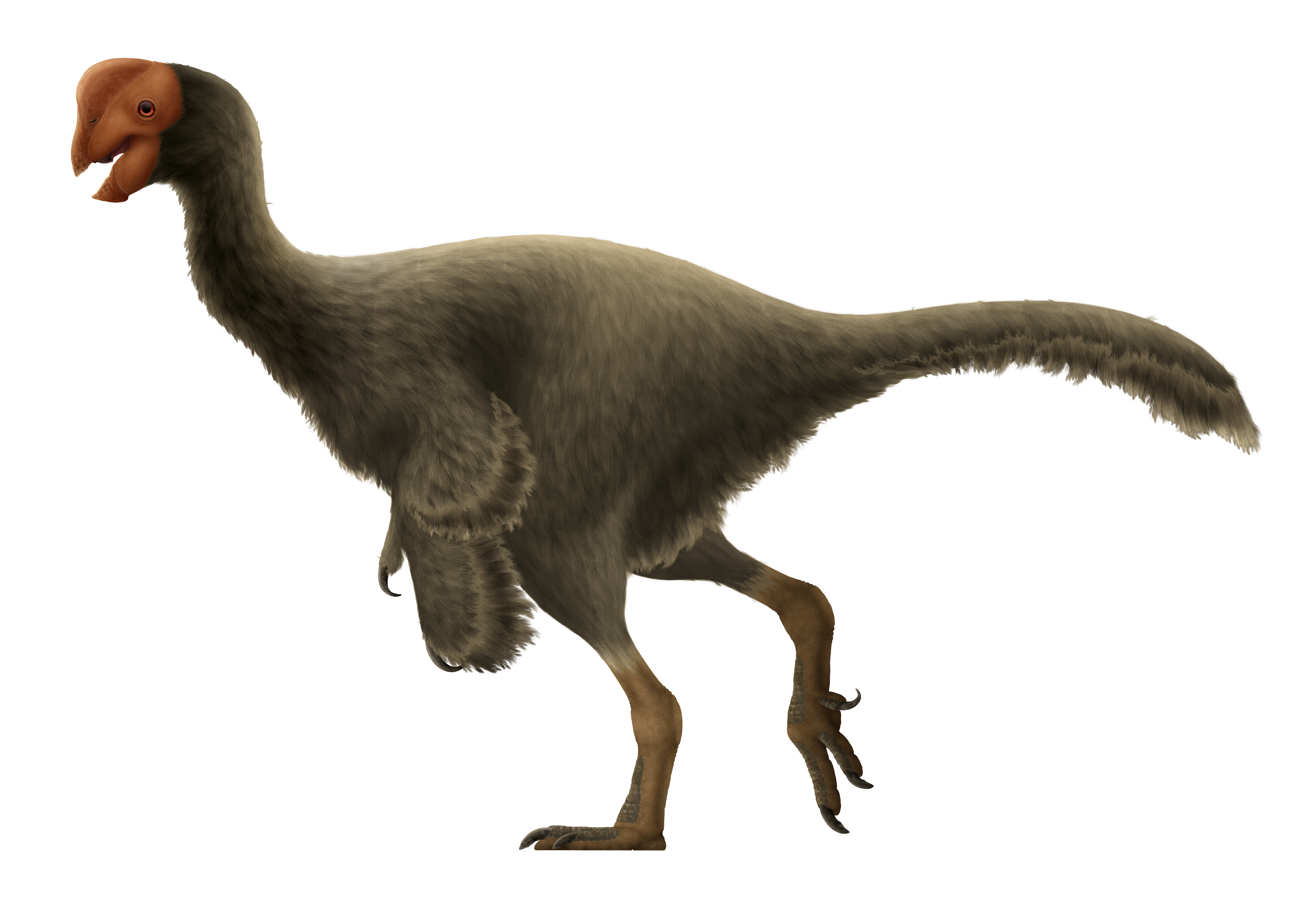
Oviraptor.

- Ojoceratops - possible synonyme plus récent de Triceratops ou Eotriceratops
- Ojoraptorsaurus
- Oligosaurus – synonyme plus récent de Rhabdodon
- Olorotitan
- Omeisaurus
- « Omosaurus » – nom non disponible, maintenant Dacentrurus
- Ondogurvel
- Onychosaurus – synonyme de Rhabdodon, ou un ankylosaure incertain
- Oohkotokia – possible synonyme plus récent de Scolosaurus
- Opisthocoelicaudia – possible synonyme plus récent de Nemegtosaurus
- Oplosaurus
- « Orcomimus (en) » – nomen nudum
- Orinosaurus – synonyme plus récent d'Orosaurus
- Orkoraptor
- Ornatops
- Ornatotholus – synonyme plus récent de Stegoceras
- Ornithodesmus
- « Ornithoides » – nomen nudum ; Saurornithoides
- Ornitholestes
- Ornithomerus – synonyme plus récent de Rhabdodon
- Ornithomimoides (en) - nomen dubium[30]
- Ornithomimus
- Ornithopsis
- Ornithosuchus – un archosaure non dinosaurien
- Ornithotarsus – synonyme plus récent d'Hadrosaurus
- Orodromeus
- Orosaurus – synonyme plus récent d'Euskelosaurus
- Orthogoniosaurus
- Orthomerus (en) - nomen dubium[26]
- Oryctodromeus
- « Oshanosaurus (en) » – nomen nudum
- Osmakasaurus
- Ostafrikasaurus
- Othnielia
- Othnielosaurus
- Otogosaurus (en)
- Ouranosaurus
- Overoraptor
- Overosaurus
- Oviraptor
- « Ovoraptor » – nomen nudum ; Velociraptor
- Owenodon
- Oxalaia
- Ozraptor

## P
- Pachycephalosaurus
- Pachyrhinosaurus

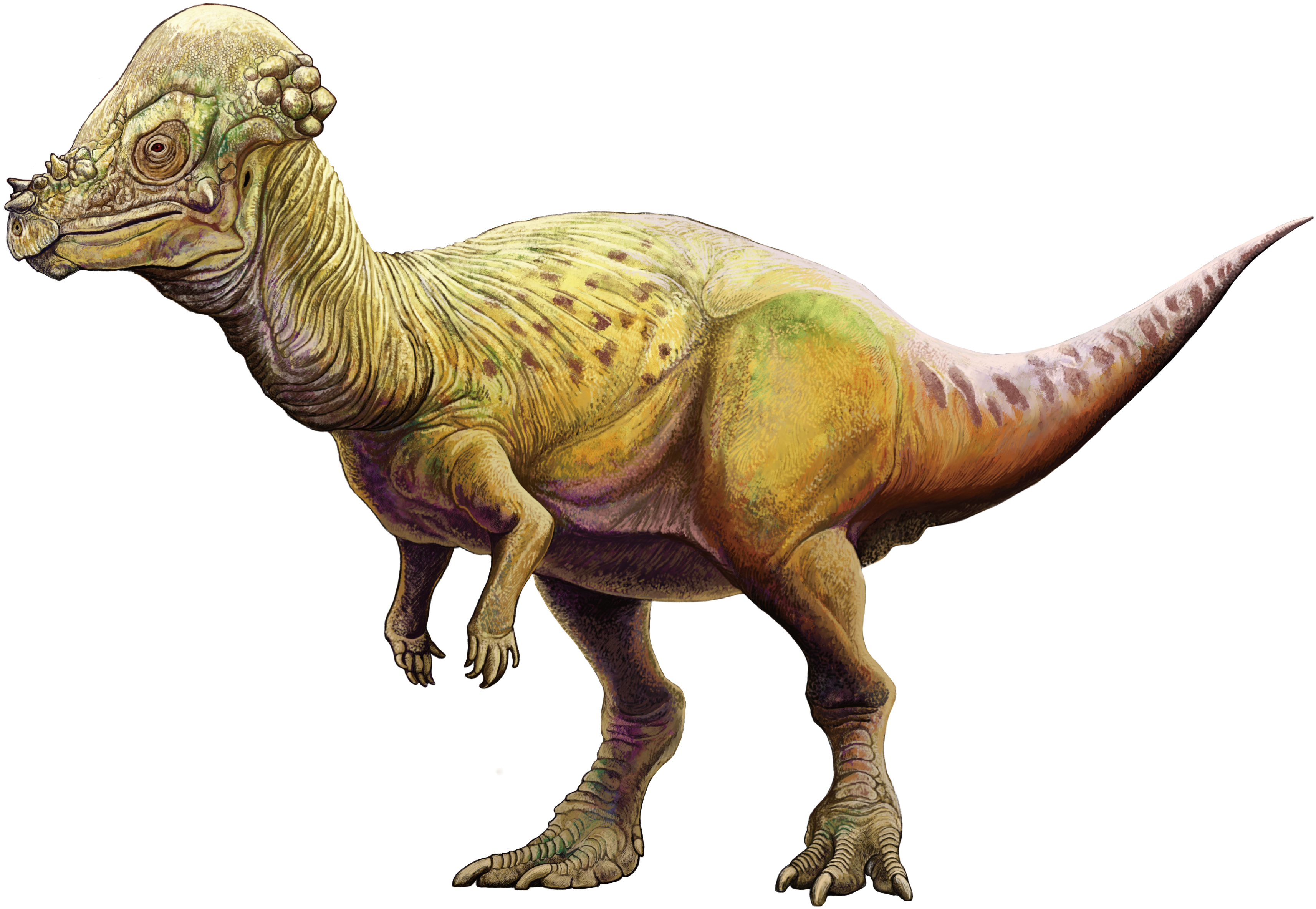
Pachycephalosaurus.

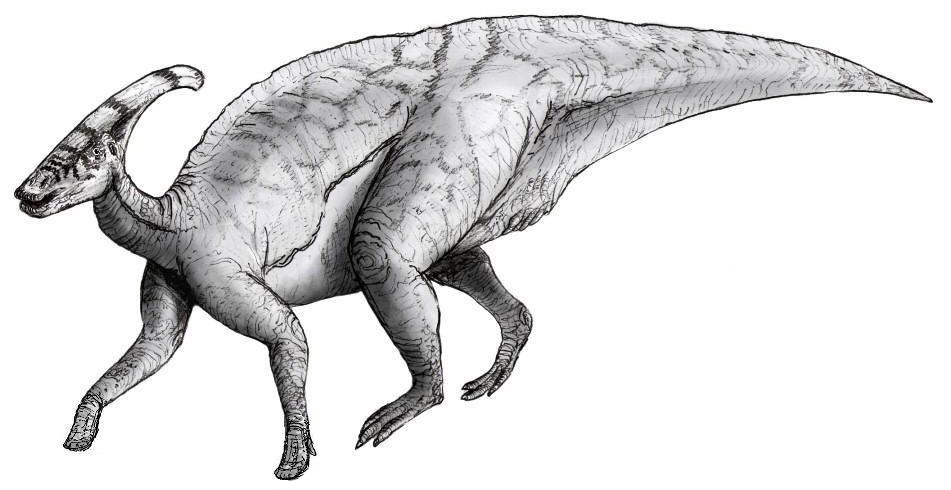
Parasaurolophus.

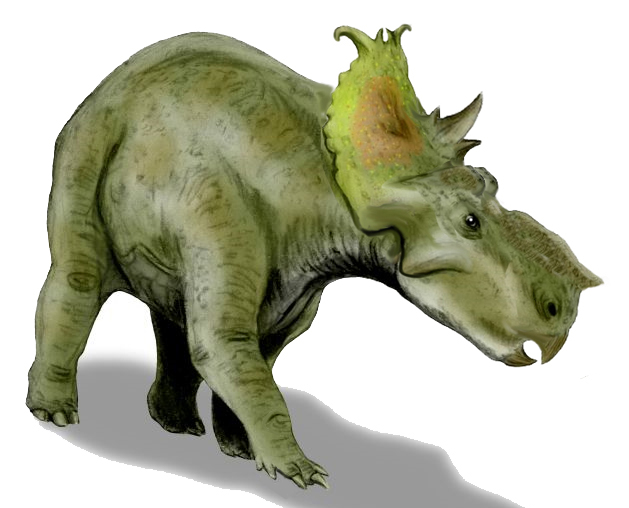
Pachyrhinosaurus.

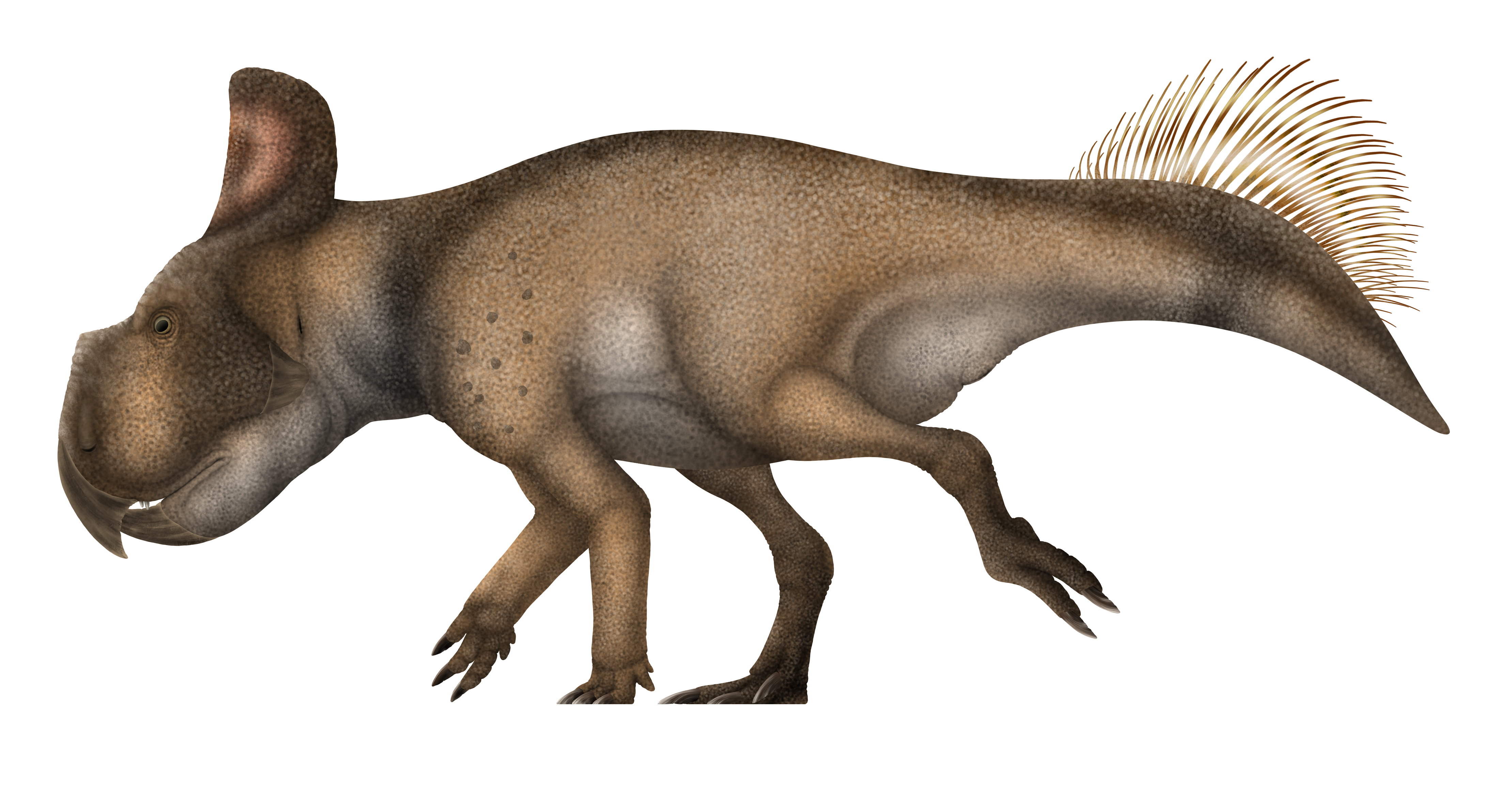
Protoceratops.

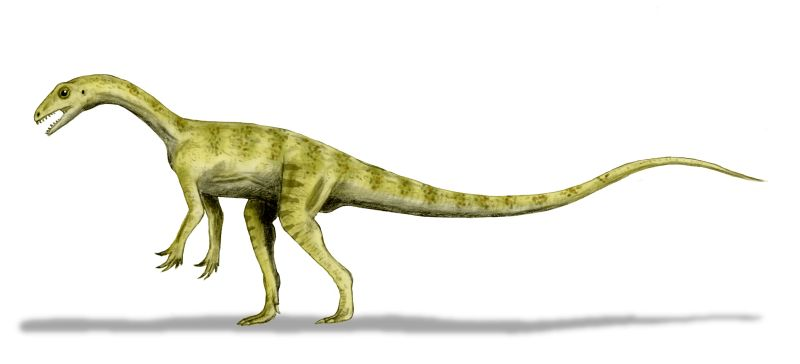
Pantydraco.

- Pachysauriscus – synonyme plus récent de Platéosaure
- Pachysaurops – synonyme plus récent de Platéosaure
- « Pachysaurus » – nom non disponible, maintenant Pachysauriscus ; synonyme plus récent de Platéosaure
- Pachyspondylus – probable synonyme plus récent de Massospondylus
- Pakisaurus
- Palaeopteryx (en) – possiblement oiseau
- Palaeosauriscus – synonyme plus récent de Paleosaurus (en)
- « Palaeosaurus (en) » – nom non disponible, maintenant Paleosaurus (en)
- Palaeoscincus (en) - nomen dubium[31]
- Paludititan
- Paluxysaurus – synonyme plus récent de Sauroposéidon
- Pampadromaeus
- Pamparaptor
- Panamericansaurus
- Panguraptor
- Panoplosaurus
- Panphagia
- Pantydraco
- Papiliovenator
- « Paraiguanodon » – nomen nudum ; Bactrosaurus
- Paralitherizinosaurus
- Paralititan
- Paranthodon
- Pararhabdodon
- Parasaurolophus
- Parksosaurus
- Paronychodon
- Parrosaurus (en) - maintenant Hypsibema missouriensis (en)
- Parvicursor
- Patagonykus
- Patagopelta
- Patagosaurus
- Patagotitan
- Pawpawsaurus
- Pectinodon
- Pedopenna
- Pegomastax
- Peishansaurus
- Pekinosaurus (en) – un pseudosuchien; possiblement un synonyme plus récent de Revueltosaurus (en)
- Pelecanimimus
- Pellegrinisaurus
- Peloroplites (en)
- Pelorosaurus
- « Peltosaurus » – nom non disponible, maintenant Sauropelta
- Pendraig
- Penelopognathus
- Pentaceratops
- Perijasaurus
- Petrobrasaurus
- Phaedrolosaurus
- Philovenator
- Phuwiangosaurus
- Phuwiangvenator
- Phyllodon (en)
- Piatnitzkysaurus
- Pinacosaurus
- Pisanosaurus - possiblement un silésauridé
- Pitekunsaurus
- Piveteausaurus
- Planicoxa
- Plateosauravus
- Platéosaure
- Platyceratops
- Platytholus
- Plesiohadros
- Pleurocoelus – possible synonyme plus récent d'Astrodon
- Pleuropeltus – synonyme plus récent de Struthiosaurus
- Pneumatoraptor
- Podokesaurus - possible synonyme plus récent de Cœlophysis
- Poekilopleuron
- Polacanthoides (en) – synonyme plus récent d'Hylaeosaurus
- Polacanthus
- Polyodontosaurus – synonyme plus récent de Troodon
- Polyonax (en) - Nomen dubium[32]
- Portellsaurus
- Powellvenator
- Pradhania
- Prenocephale
- Prenoceratops
- Priconodon
- Priodontognathus (en) - nomen dubium[31]
- Proa (dinosaure)
- Probactrosaurus
- Probrachylophosaurus
- Proceratops – synonyme plus récent de Ceratops
- Proceratosaurus
- Procheneosaurus – synonyme plus récent de Lambeosaurus
- Procompsognathus
- Prodeinodon (en) - nomen dubium[33]
- « Proiguanodon » – nomen nudum ; Iguanodon
- Propanoplosaurus
- Proplanicoxa (en) – synonyme plus récent de Mantellisaurus
- Prosaurolophus
- Protarchaeopteryx
- Psittacosaurus – synonyme plus récent de Psittacosaurus
- Protoavis – décrit comme un oiseau, probablement une chimère incluant des os de dinosaures théropodes
- Protoceratops
- Protognathosaurus
- « Protognathus » – nom non disponible, maintenant Protognathosaurus
- Protohadros
- « Protorosaurus » – nom non disponible, maintenant Chasmosaurus
- « Protrachodon (en) » – nomen nudum ; Orthomerus (en)
- « Proyandusaurus (en) » – nomen nudum ; Hexinlusaurus.
- Psittacosaurus
- Pterodactylus
- Pterospondylus
- Puertasaurus
- Pukyongosaurus
- Pulanesaura
- Punatitan
- Pycnonemosaurus
- Pyroraptor

## Q

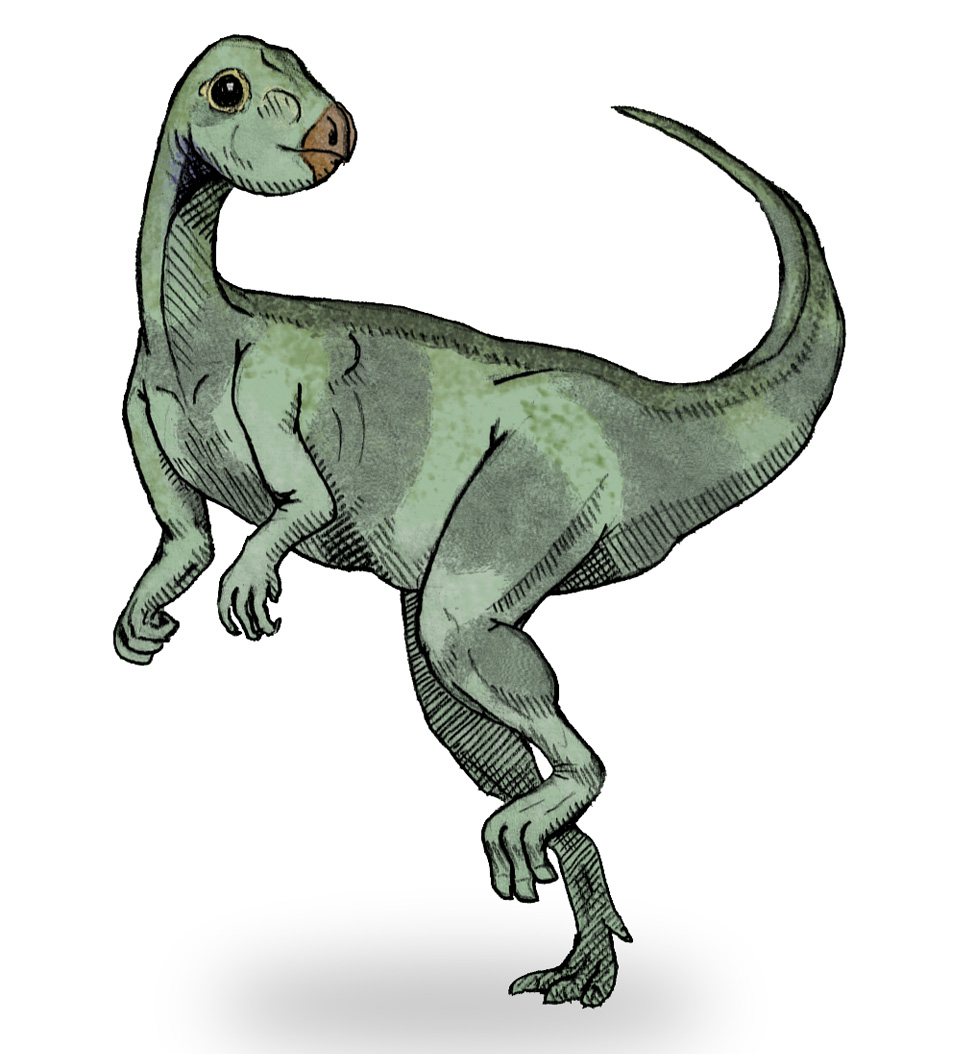
Qantassaurus.

- Qantassaurus
- Qianzhousaurus
- Qiaowanlong
- Qijianglong
- Qingxiusaurus
- Qinlingosaurus
- Qiupalong
- Quaesitosaurus
- Quetecsaurus
- Quilmesaurus
- Qunkasaura (en)

## R

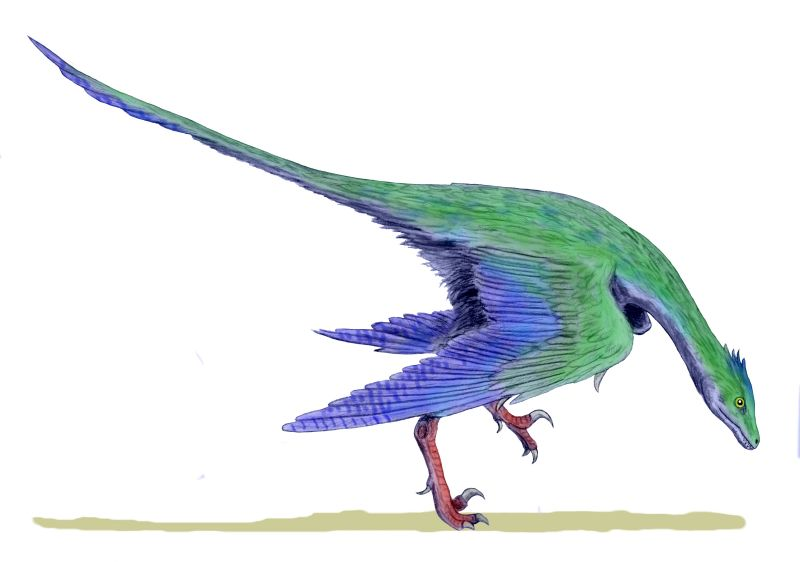
Rahonavis.

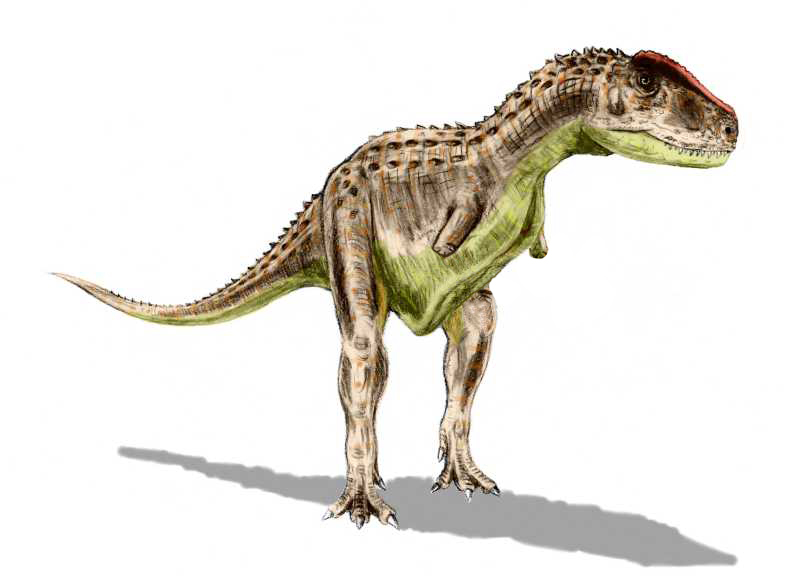
Rugops.

- Rachitrema (en) – une chimère principalement basée sur des fossiles d'ichthyosaure
- Rahiolisaurus
- « Rahona (en) » – nom non disponible, maintenant Rahonavis
- Rahonavis – possiblement un oiseau
- Rajasaurus
- Rapator
- Rapetosaurus
- Raptorex
- Ratchasimasaurus
- Rativates
- Rayososaurus
- Razanandrongobe – un crocodylomorphe
- Rebbachisaurus
- Regaliceratops
- Regnosaurus
- Revueltosaurus (en) – un pseudosuchien
- Rhabdodon
- Rhadinosaurus - possible synonyme de Struthiosaurus ou nomen dubium
- Rhinorex – probable synonyme plus récent de Gryposaurus
- Rhoetosaurus
- Rhomaleopakhus
- Rhopalodon (en) – un synapside
- Riabininohadros
- Richardoestesia
- « Rileya (en) » – nom non disponible, maintenant Rileyasuchus (en)
- Rileyasuchus (en) – un phytosaure
- Rinchenia
- Rinconsaurus
- Rioarribasaurus – synonyme plus récent de Cœlophysis
- « Turiasaurus » - nomen nudum ; Turiasaurus
- Riojasaurus
- Riojasuchus (en) – un archosaurien non dinosaurien
- Riparovenator
- Rocasaurus
- « Roccosaurus » – nomen nudum ; Melanorosaurus
- Rubeosaurus
- Ruehleia
- Rugocaudia
- Rugops
- Ruixinia
- Rukwatitan
- Ruyangosaurus

## S
- Sahaliyania
- Saichania
- Saldamosaurus (en) - dubious stegosaurid[34]

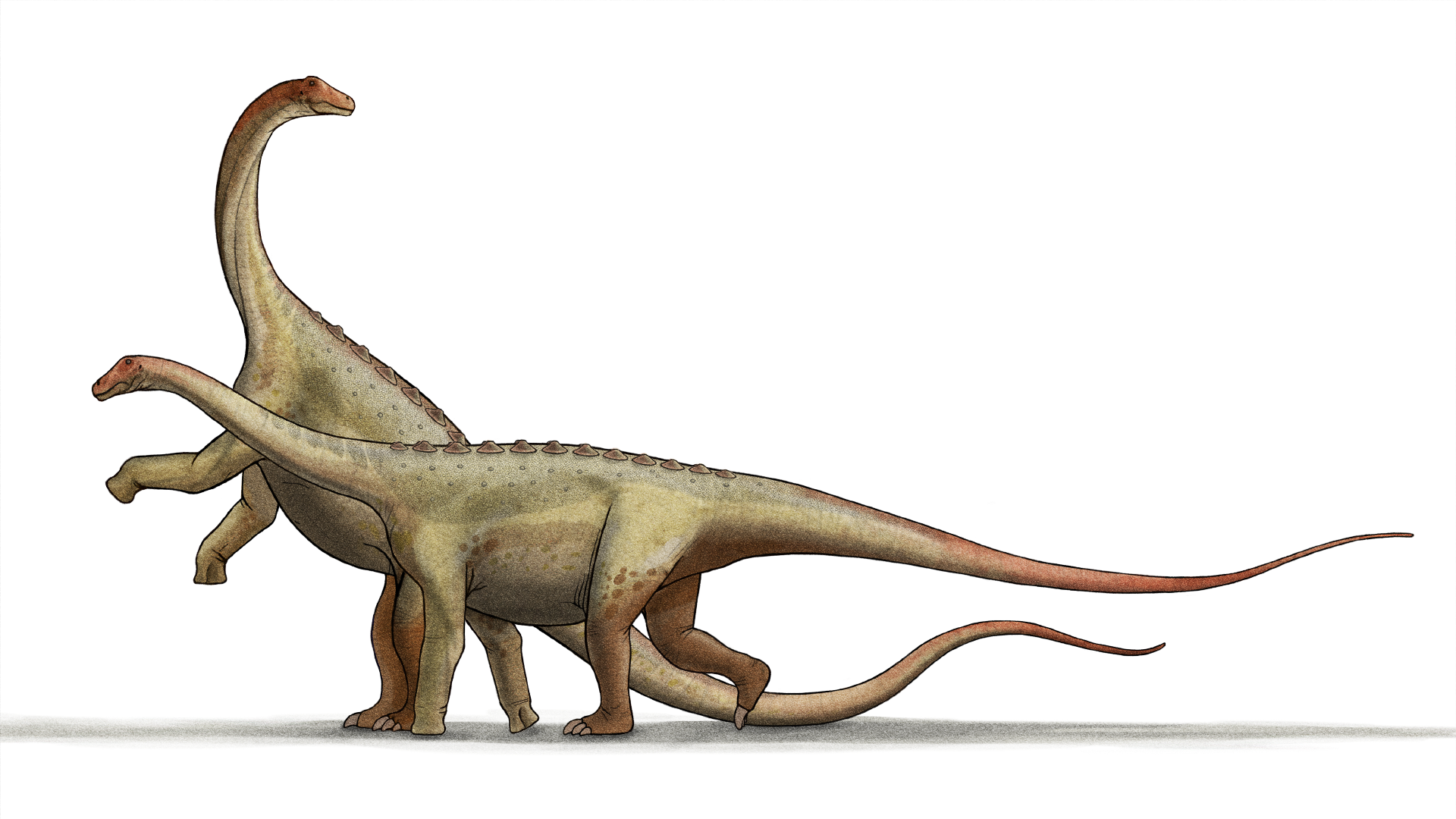
Saltasaurus.

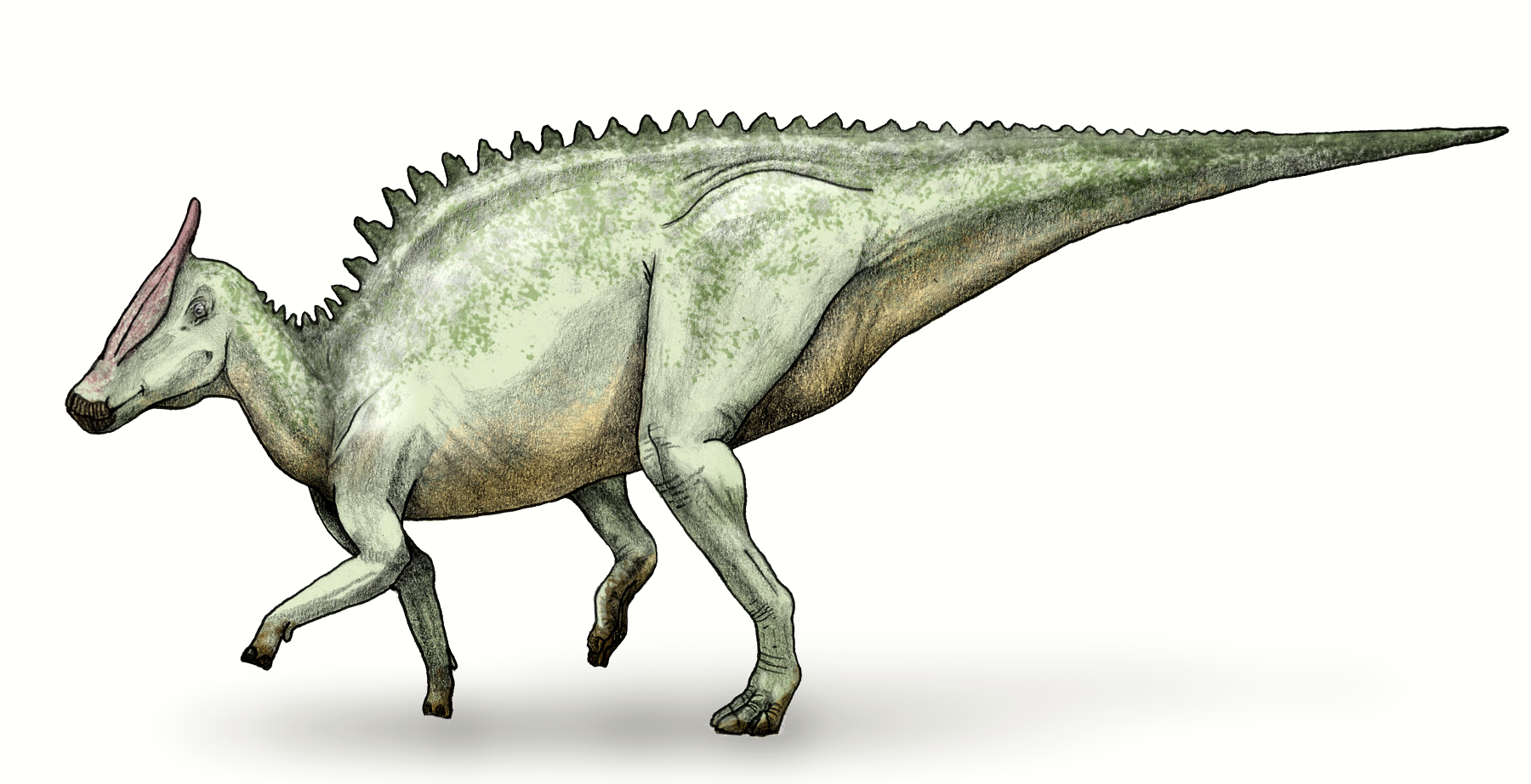
Saurolophus.

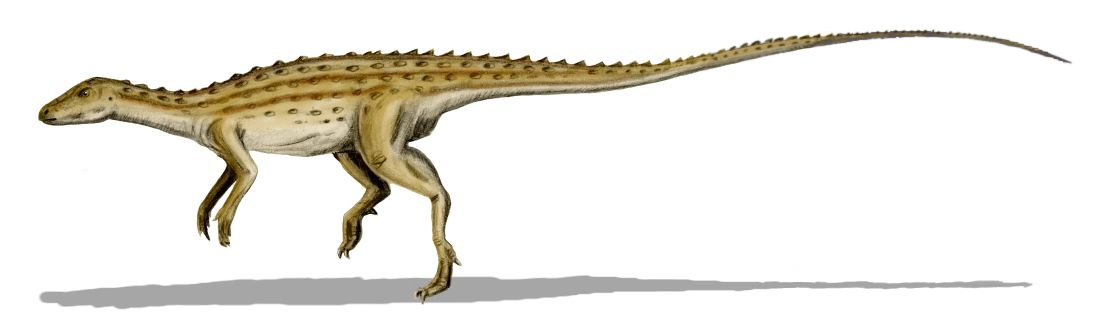
Scutellosaurus

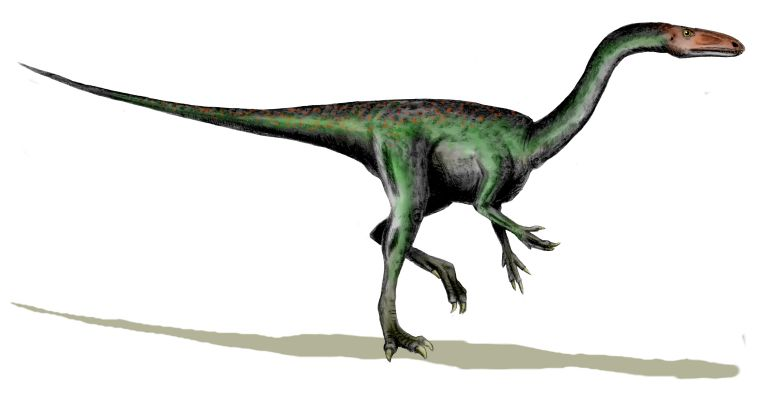
Segisaurus.

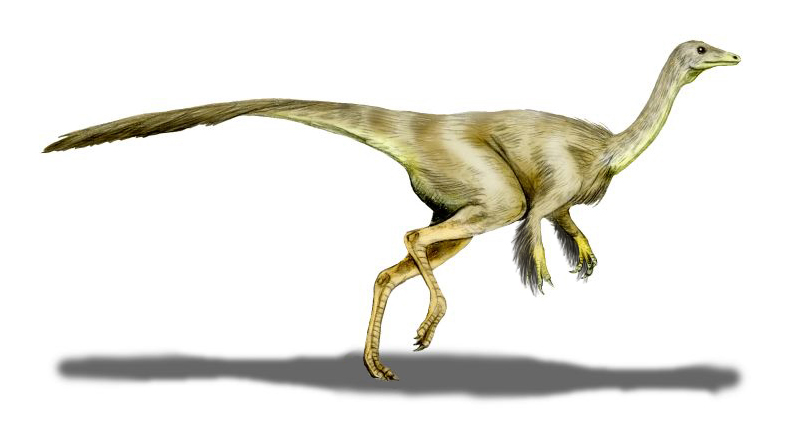
Struthiomimus.

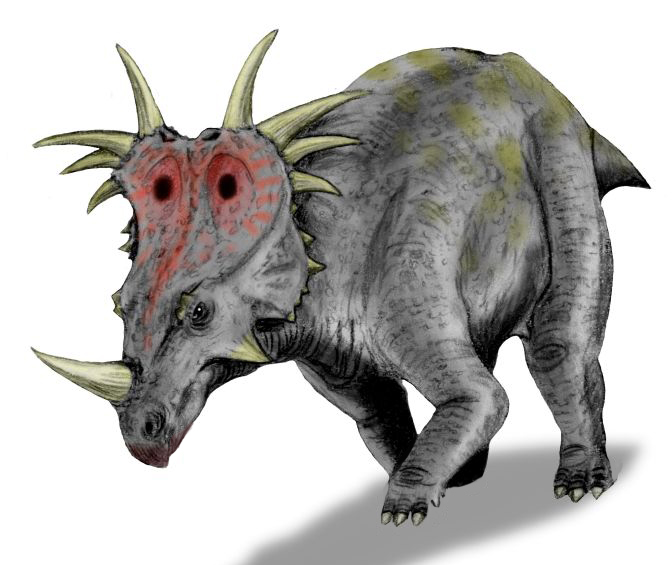
Styracosaurus.

- « Salimosaurus » – nomen nudum, probablement Giraffatitan
- Saltasaurus
- Saltopus – probablement un dinosauromorphe non dinosaurien
- « Saltriosaurus » – nomen nudum
- « Sanchusaurus (en) » – nomen nudum
- « Sangonghesaurus (en) » – nomen nudum
- Sanjuansaurus
- Sanpasaurus
- Santanaraptor
- Sanxiasaurus
- Sarahsaurus
- Sarcolestes
- Sarcosaurus
- Sarmientosaurus
- Saturnalia
- Sauraechinodon – synonyme plus récent d'Echinodon
- Saurolophus
- Sauroniops
- Sauropelta
- Saurophaganax– possible synonyme plus récent d'Allosaurus
- « Saurophagus (en) » – nom non disponible, maintenant Saurophaganax
- Sauroplites
- Sauroposéidon
- Saurornithoides
- Saurornitholestes
- Savannasaurus
- Scansoriopteryx
- Hyperodapedon – un rhynchosaurien
- Scelidosaurus
- Schleitheimia
- Scipionyx
- Sciurumimus[35]
- Scleromochlus – un avémétatarsalien non dinosaurien
- Scolosaurus
- Scutellosaurus
- Secernosaurus
- Sefapanosaurus
- Segisaurus
- Segnosaurus
- Seismosaurus – synonyme plus récent de Diplodocus
- Seitaad
- « Selimanosaurus » – nomen nudum ; Dicraeosaurus
- Sellacoxa - synonymisé avec Barilium[20]
- Sellosaurus – synonyme plus récent de Plateosaurus
- Serendipaceratops
- Serikornis
- Shamosaurus
- Shanag
- Shanshanosaurus – synonyme plus récent de Tarbosaurus
- Shantungosaurus
- Shanxia (en)
- Shanyangosaurus
- Shaochilong
- Shenzhousaurus
- Shidaisaurus
- Shingopana
- Shixinggia
- Shri devi
- Shuangbaisaurus (en)
- Shuangmiaosaurus
- Shunosaurus
- Shuvosaurus – un rauisuchien
- Shuvuuia
- Siamodon
- Siamodracon (en) - stegosaurien douteux
- Siamosaurus
- Siamraptor
- Siamotyrannus
- Siats
- Sibirosaurus - Ancien nom de Sibirotitan
- Sibirotitan
- Sierraceratops
- Sigilmassasaurus
- Silesaurus – un silesauridé
- Siluosaurus - nomen dubium[36]
- Silutitan
- Silvisaurus
- Similicaudipteryx
- Sinocalliopteryx
- Sinoceratops
- Sinocoelurus
- Sinopeltosaurus (en) - nomen dubium[5]
- Sinornithoides
- Sinornithomimus
- Sinornithosaurus
- Sinosauropteryx
- Sinosaurus
- Sinotyrannus
- Sinovenator
- Sinraptor
- Sinusonasus
- Sirindhorna
- Skorpiovenator
- « Smilodon » – nom non disponible, maintenant Zanclodon (en)
- Sonidosaurus
- Sonorasaurus
- Sphaerotholus
- Sphenospondylus - synonyme plus récent de Mantellisaurus
- Spiclypeus
- Spicomellus
- Spinophorosaurus
- Spinops
- Spinosaurus
- Spinostropheus
- Spinosuchus – un reptile non dinosaurien
- Spondylosoma – possiblement un rauisuchien
- Squalodon – un cétacé
- Staurikosaurus
- Stegoceras
- Stegopelta
- Stegosaurus
- Stegouros (en)
- Stenonychosaurus
- Stenopelix
- Stenotholus – synonyme plus récent de Stygimoloch
- Stephanosaurus (en) – synonyme plus récent de Lambeosaurus
- « Stereocephalus (en) » – nom non disponible, maintenant Euoplocephalus
- Sterrholophus – synonyme plus récent de Triceratops
- Stokesosaurus
- Stormbergia - synonyme plus récent de Lesothosaurus
- Strenusaurus – synonyme plus récent de Riojasaurus
- Streptospondylus
- Struthiomimus
- Struthiosaurus
- « Stygimoloch » – considéré comme un Pachycephalosaurus juvénile
- Stygivenator – synonyme plus récent de Tyrannosaurus
- Styracosaurus
- Succinodon (en) – forages fossilisés de mollusques
- Suchomimus
- Suchosaurus – originellement décrit comme un crocodile, un spinosauridé douteux et possiblement synonyme avec Baryonyx
- Suchoprion (en) – un phytosaure
- « Sugiyamasaurus (en) » – nomen nudum
- Sulaimanisaurus
- Supersaurus
- Suskityrannus
- Suuwassea
- Suzhousaurus
- Symphyrophus – synonyme plus récent de Camptosaurus
- Syngonosaurus - synonyme plus récent d'Acanthopholis
- « Syntarsus » – nom non disponible, renommé Megapnosaurus, maintenant un synonyme plus récent de Cœlophysis
- Syrmosaurus – synonyme plus récent de Pinacosaurus
- Szechuanosaurus

## T
- Tachiraptor
- Talarurus
- Talenkauen
- Talos
- Tamarro
- Tambatitanis
- Tameryraptor
- Tangvayosaurus
- Tanius
- Tanycolagreus
- Tanystropheus – un protorosaure (en)
- Tanystrosuchus
- Taohelong
- Tapinocephalus – un thérapside
- Tapuiasaurus
- Tarascosaurus
- Tarbosaurus
- Tarchia
- Tastavinsaurus
- Tatankacephalus

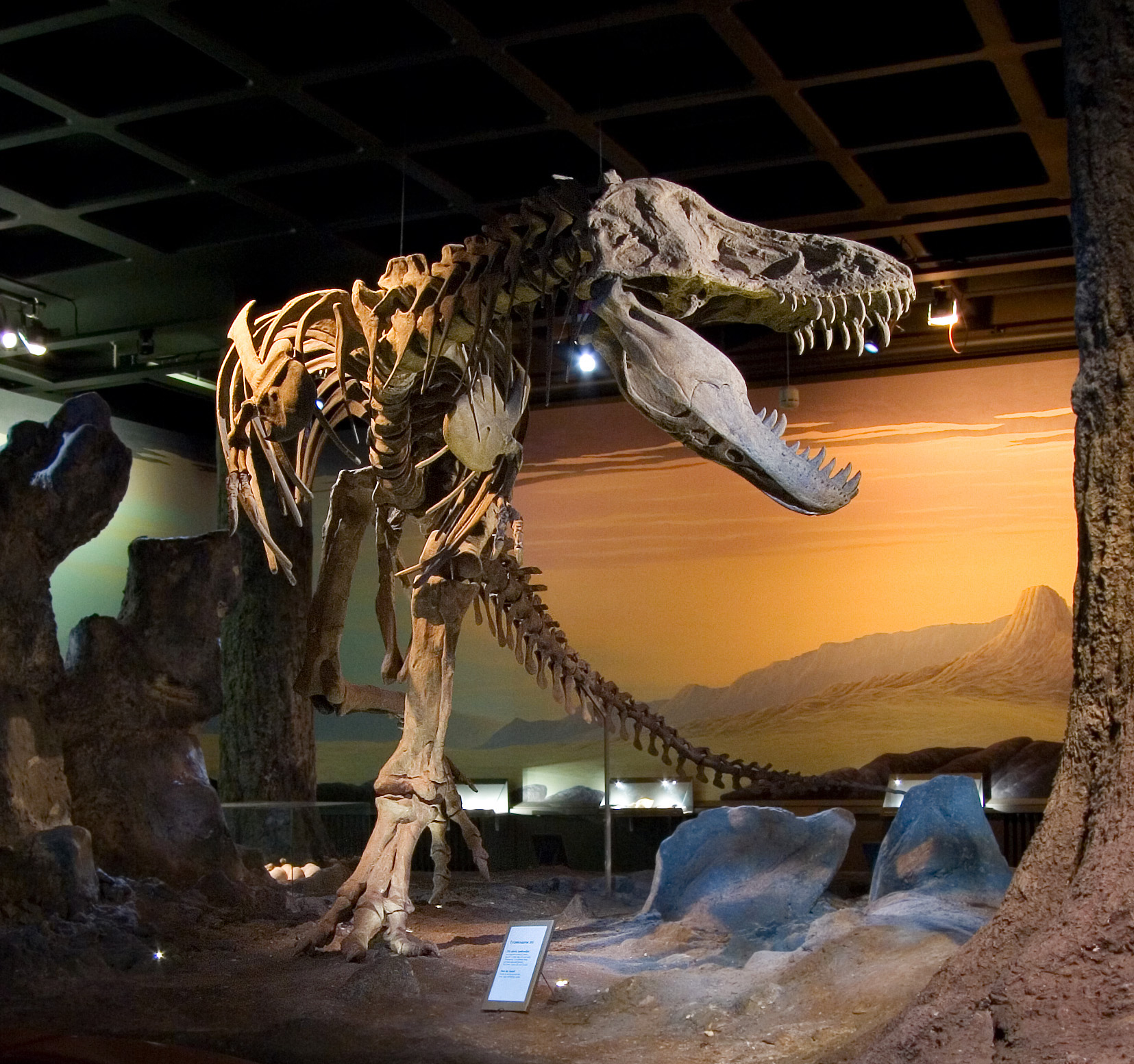
Tyrannosaurus rex.

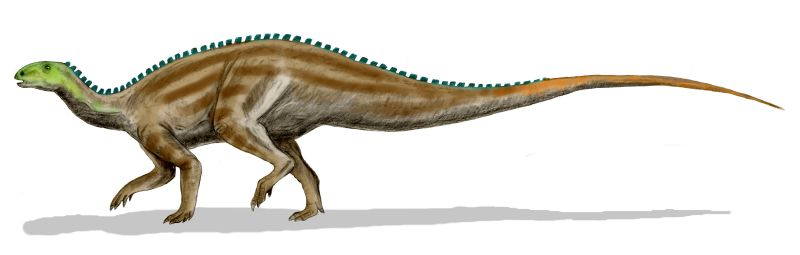
Tenontosaurus.

- Tatankaceratops - probable synonyme plus récent de Triceratops
- Tataouinea
- Tatisaurus
- Taurovenator
- Taveirosaurus - nomen dubium[5]
- Tawa
- Tawasaurus - synonyme plus récent de Lufengosaurus
- Tazoudasaurus
- Tehuelchesaurus
- Teihivenator
- Teinurosaurus
- Teleocrater – un avémétatarsalien basal
- Telmatosaurus
- « Tenontosaurus » – nomen nudum ; Tenontosaurus
- « Tenchisaurus (en) » - nomen nudum ; nom de musée non publié pour Tianchisaurus
- Tendaguria
- Tengrisaurus
- Tenontosaurus
- Teratophoneus
- Terminocavus
- Tethyshadros
- Tetragonosaurus – synonyme plus récent de Lambeosaurus
- Tetrapodosaurus (en)
- Texacephale
- Texasetes (en)
- Teyuwasu
- Thanatotheristes
- Thanos
- Tharosaurus
- Thecocoelurus
- Thecodontosaurus
- Thecospondylus
- Theiophytalia
- Therizinosaurus
- Therosaurus (en) - synonyme d'Iguanodon[37]
- Thescelosaurus
- Thespesius (en) - nomen dubium[26]
- « Thotobolosaurus » – nomen nudum
- Tianchisaurus - nomen dubium[31]
- « Tianchungosaurus (en) » – nomen nudum ; Dianchungosaurus (en) (crocodilien)
- Tianyulong
- Tianyuraptor
- Tianzhenosaurus (en) – probable synonyme plus récent de Saichania
- Tichosteus (en) - nomen dubium[13]
- Tienshanosaurus
- Timimus
- Timurlengia
- Titanoceratops
- Titanosaurus
- « Titanosaurus » – nom non disponible, maintenant Atlantosaurus
- Tlatolophus
- Tochisaurus
- « Tomodon » – nom non disponible, maintenant Diplotomodon
- Tonganosaurus
- Tongtianlong
- « Tonouchisaurus (en) » – nomen nudum
- Torilion (en) – synonyme plus récent de Barilium
- Tornieria
- Torosaurus
- Torvosaurus
- Tototlmimus
- Trachodon (en) - nomen dubium[38]
- Traukutitan
- Tralkasaurus
- Transylvanosaurus
- Tratayenia
- Triceratops
- Trierarchuncus
- Trigonosaurus
- Trimucrodon
- Trinisaura
- Troodon
- Tsaagan
- Tsintaosaurus
- Tuebingosaurus
- Tugulusaurus
- Tuojiangosaurus
- Turanoceratops
- Turiasaurus
- Tylocephale
- Tyrannosaurus
- Tyrannotitan

## U
- Uberabatitan
- Ubirajara (en)
- Udanoceratops
- Udelartitan

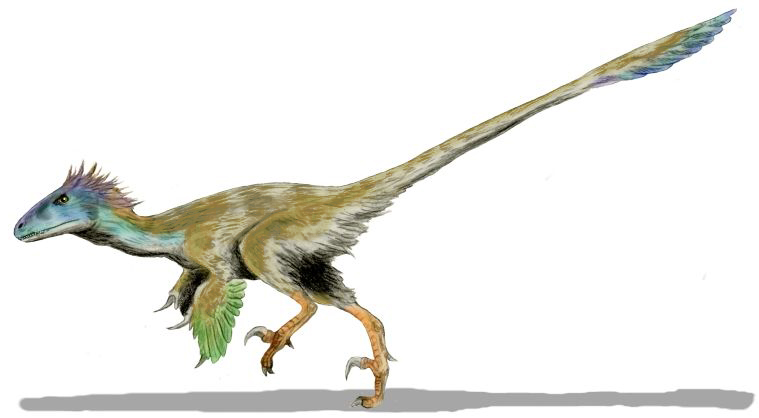
Utahraptor.

- Ugrosaurus – synonyme plus récent de Triceratops
- Ugrunaaluk
- Uintasaurus – synonyme plus récent de Camarasaurus
- Ultrasauros – synonyme plus récent de Supersaurus
- Ultrasaurus
- « Ultrasaurus » – nom non disponible, renommé Ultrasauros, maintenant un synonyme plus récent de Supersaurus
- Ulughbegsaurus
- « Umarsaurus » – nomen nudum ; Barsboldia
- Unaysaurus
- Unenlagia
- Unescoceratops
- « Ichthyodectidae » – nomen nudum, un poisson
- Unquillosaurus
- Urbacodon
- Utahceratops
- Utahraptor
- Uteodon[39]

## V
- Vagaceratops
- Vahiny
- Valdoraptor
- Valdosaurus
- Variraptor
- Vayuraptor

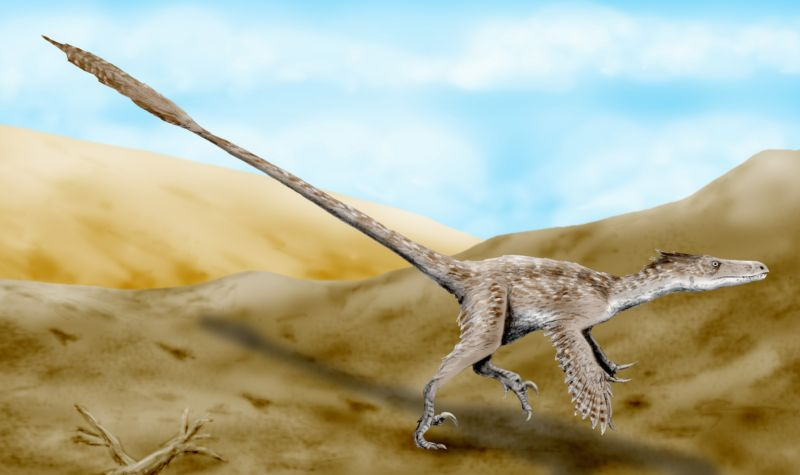
Velociraptor.

- Vectensia – synonyme plus récent d'Hylaeosaurus ou de Polacanthus
- Vectiraptor
- Vectisaurus - synonyme plus récent de Mantellisaurus
- Velafrons
- Velocipes
- Velociraptor
- Velocisaurus
- Venaticosuchus (en) – un archosaure non dinosaurien
- Venenosaurus
- Veterupristisaurus
- Viavenator
- Vitakridrinda
- Vitakrisaurus
- Volgatitan
- Volkheimeria
- Vouivria
- Vulcanodon

## W

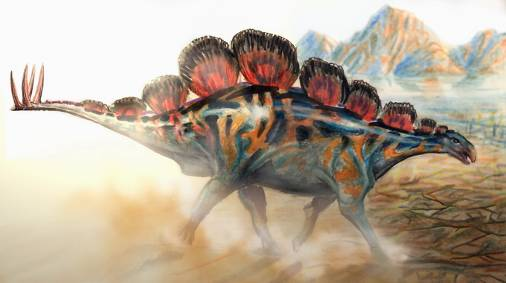
Wuerhosaurus.

- Wadhurstia (en) – synonyme plus récent de Hypselospinus
- Wakinosaurus
- Walgettosuchus
- « Walkeria (en) » – nom non disponible, maintenant Alwalkeria
- « Walkersaurus » – nomen nudum ; Duriavenator
- Wamweracaudia
- « Wangonisaurus » – nomen nudum, probablement Giraffatitan
- Wannanosaurus
- Wellnhoferia – un oiseau, possible synonyme plus récent d'Archaeopteryx
- Wendiceratops
- Wiehenvenator
- Willinakaqe[40]
- Wintonotitan
- Wuerhosaurus
- Wulagasaurus
- Wulatelong
- Wyleyia (en) – probablement un oiseau - nomen dubium[41]
- « Wyomingraptor (en) » – nomen nudum

## X
- Xenoceratops
- Xenoposeidon
- Xenotarsosaurus
- Xianshanosaurus
- Xiaosaurus
- Xiaotingia
- Xingxiulong (en)
- Xinjiangovenator
- Xinjiangtitan
- Xiongguanlong
- Xixianykus
- Xixiasaurus
- Xixiposaurus
- Xuanhanosaurus
- Xuanhuaceratops

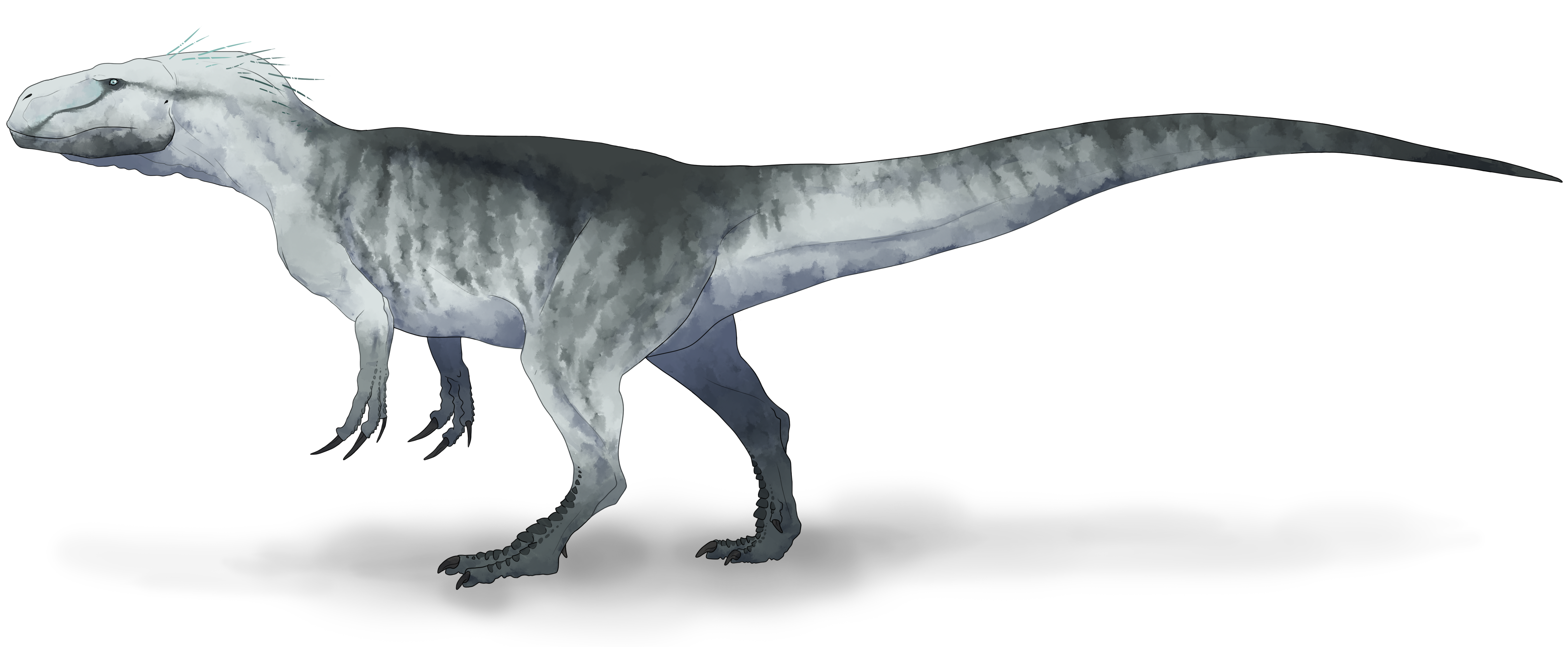
Xuanhanosaurus.

- « Xuanhuasaurus » – nomen nudum ; Xuanhuaceratops
- Xuwulong

## Y

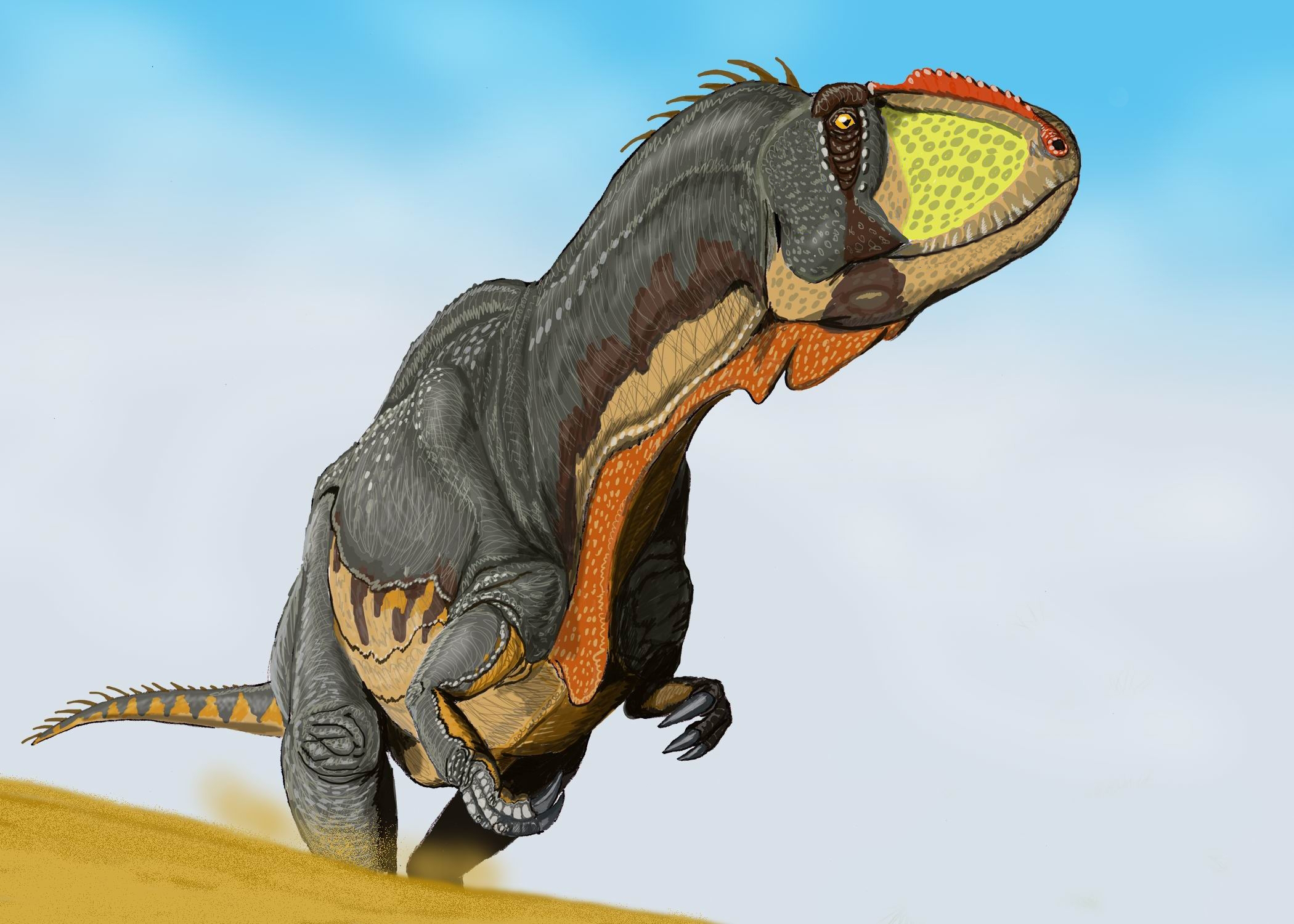
Yangchuanosaurus.

- Yaleosaurus – synonyme plus récent d'Anchisaurus
- Yamaceratops
- Yamanasaurus
- Yamatosaurus
- Yandusaurus
- Yangchuanosaurus
- Yaverlandia
- Yehuecauhceratops
- « Yezosaurus (en) » – nomen nudum ; un mosasauridé
- Yi
- « Yibinosaurus (en) » – nomen nudum
- Yimenosaurus
- Yingshanosaurus
- Yinlong
- Yixianosaurus
- Yizhousaurus[42],[43]
- Yongjinglong
- Ypupiara
- « Yuanmouraptor (en) » – nomen nudum
- Yuanmousaurus
- Yueosaurus
- Yulong
- Yunganglong
- Yunmenglong
- Yunnanosaurus
- « Yunxianosaurus (en) » – nomen nudum
- Yurgovuchia
- Yutyrannus
- Yuxisaurus
- Yuzhoulong

## Z
- Zalmoxes
- Zanabazar
- Zanclodon (en) – Archosaure
- Zapalasaurus

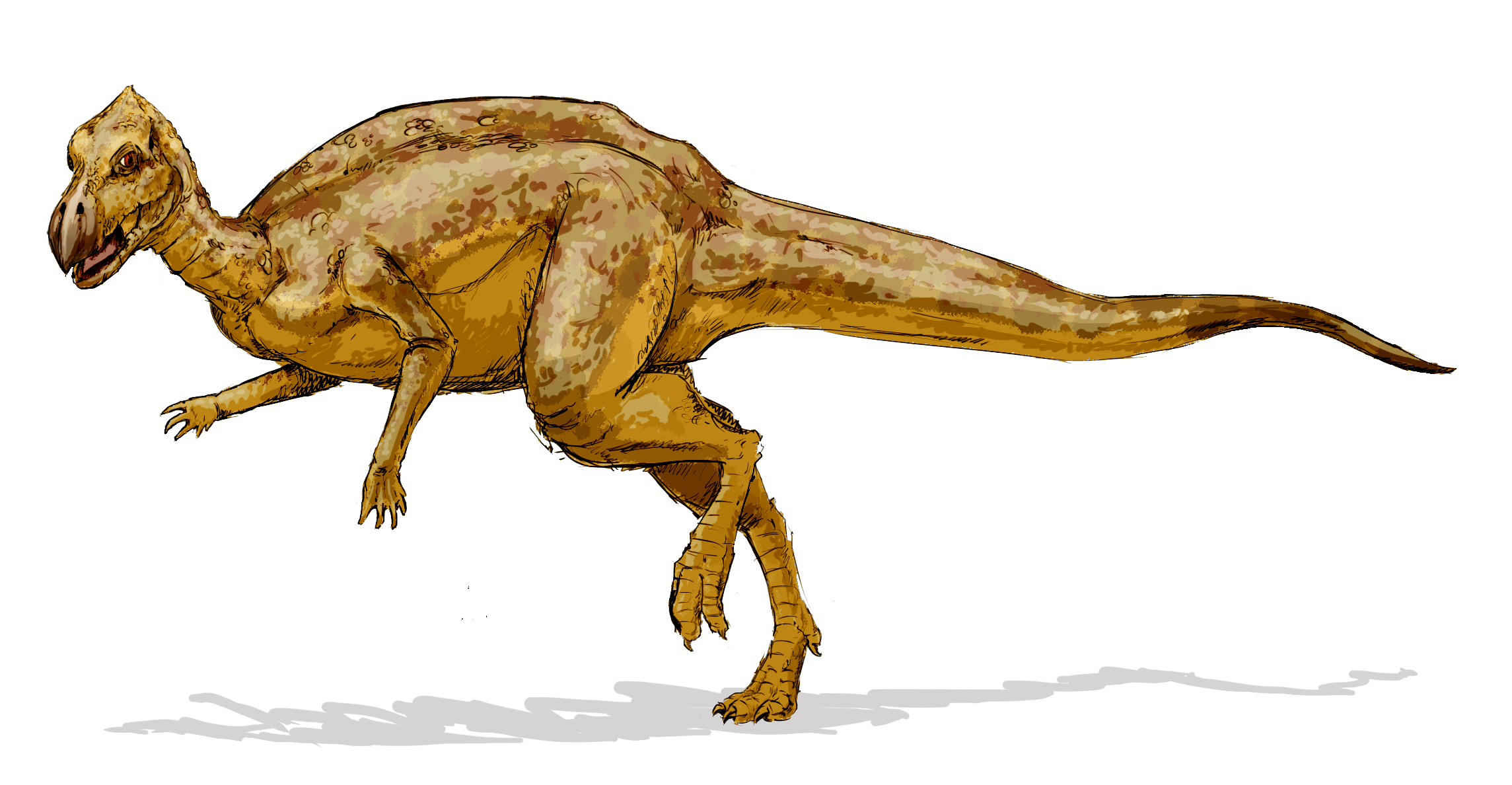
Zalmoxes.

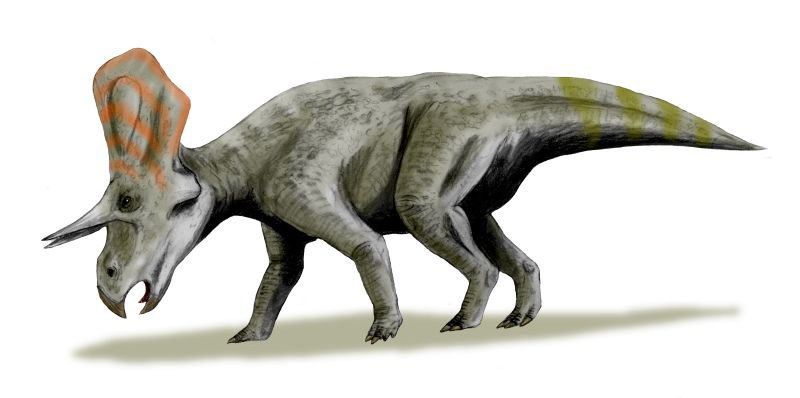
Zuniceratops.

- Zapsalis (dent isolée attribuée à Saurornitholestes langstoni depuis 2019)
- Zaraapelta
- Zatomus (en) – un archosaure non dinosaurien
- Zby
- Zephyrosaurus
- Zhanghenglong
- Zhejiangosaurus
- Zhenyuanlong
- Zhongornis (en)
- Zhongjianosaurus
- Zhongyuansaurus – probable synonyme plus récent de Gobisaurus
- Zhuchengceratops
- Zhuchengosaurus - synonyme plus récent de Shantungosaurus
- Zhuchengtyrannus
- Ziapelta
- Zigongosaurus
- Zizhongosaurus
- Zuniceratops
- Zunityrannus - nomen nudum, uniquement utilisé dans Planet Dinosaur ; Timurlengia
- Zuolong
- Zuoyunlong
- Zupaysaurus
- Zuul